# Eva Lanxmeer
EVA lanxmeer (Eva-Lanxmeer ou « E.V.A. Lanxmeer ») est le nom d'un écoquartier construit de 1994 à 2009 dans la ville de Culembourg aux Pays-Bas.
Il intègre une grande partie des principes de haute qualité environnementale (HQE) (désignation francophone) et des écoquartiers mais son originalité est d'avoir promu et soutenu la participation constante des habitants. En effet, ce quartier (hormis pour son masterplan) a été conçu et réalisé avec des représentants des futurs habitants, dans un processus créatif et dit bottom-up (du bas vers le haut, et non imposé par des cadres ou une administration). 
Souvent considéré comme exemplaire pour plusieurs de ses aspects (par exemple en Europe par Énergie-Cités et en France par le ministère de l'Écologie, de l'Énergie, du Développement durable et de la Mer), il est devenu une référence internationale, régulièrement visité par des architectes, urbanistes, aménageurs, prospectivistes ou groupes intéressés par le développement soutenable, venant de tous les pays européens, et parfois plus éloignés (États-Unis, Japon…).
Initié en 1994 par citoyens autour d'un projet « E.V.A. », il prévoyait environ 250 logements à construire en 4 phases, dont un tiers en location (type HLM ; plus diversifié dans la 4e phase). Le projet inclut une école et des bureaux, le tout étant situé sur une ancienne zone protégée (captage d'eau potable).
En 2009 le quartier est presque terminé avec 240 Maisons solaires passives construites (dont 60 en locatif).
Une partie des immeubles de bureaux a été ou sera – pour ce qui reste à construire – remplacée par des habitations, faute de demande suffisante pour des bureaux et à la suite d'une forte demande de logement « écologique ».

## Galerie

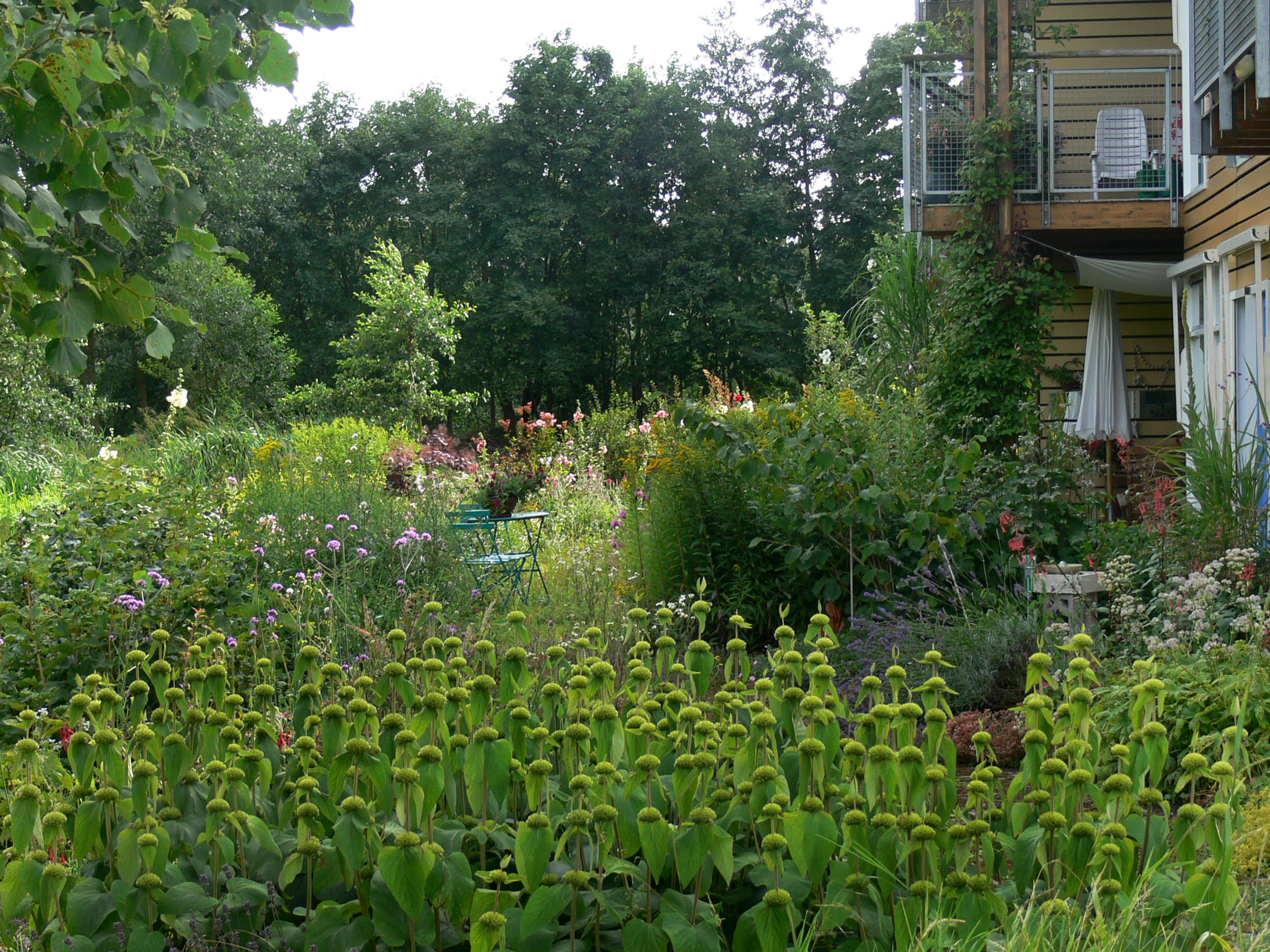
chaque maison, outre d'un jardin privé dispose d'un jardin semi-public (communautaire, entretenus par les habitants
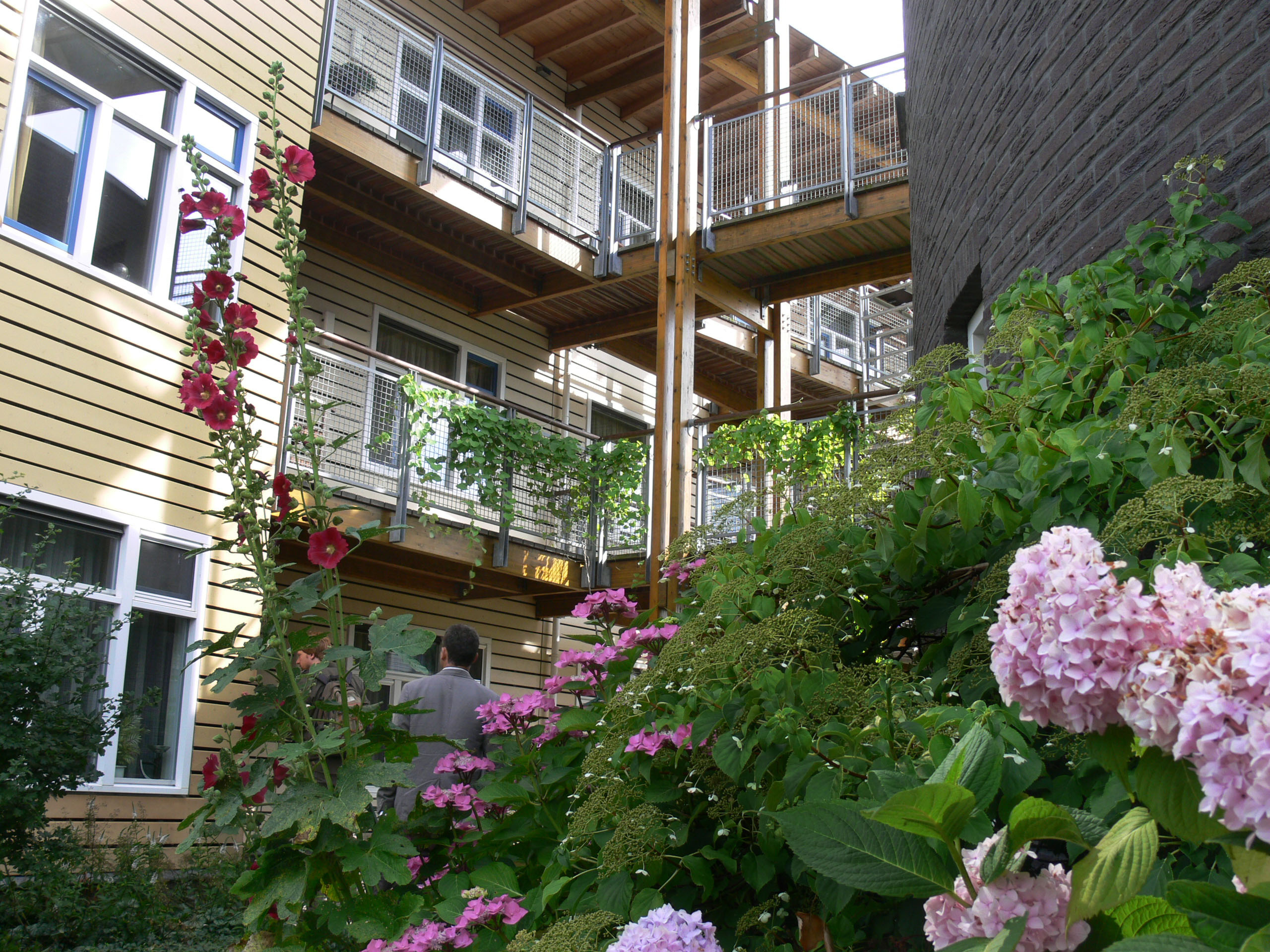
Les seniors ne sont pas oubliés ; ils ont collaborativement conçu leurs logements avec l'architecte, EVA et la municipalité
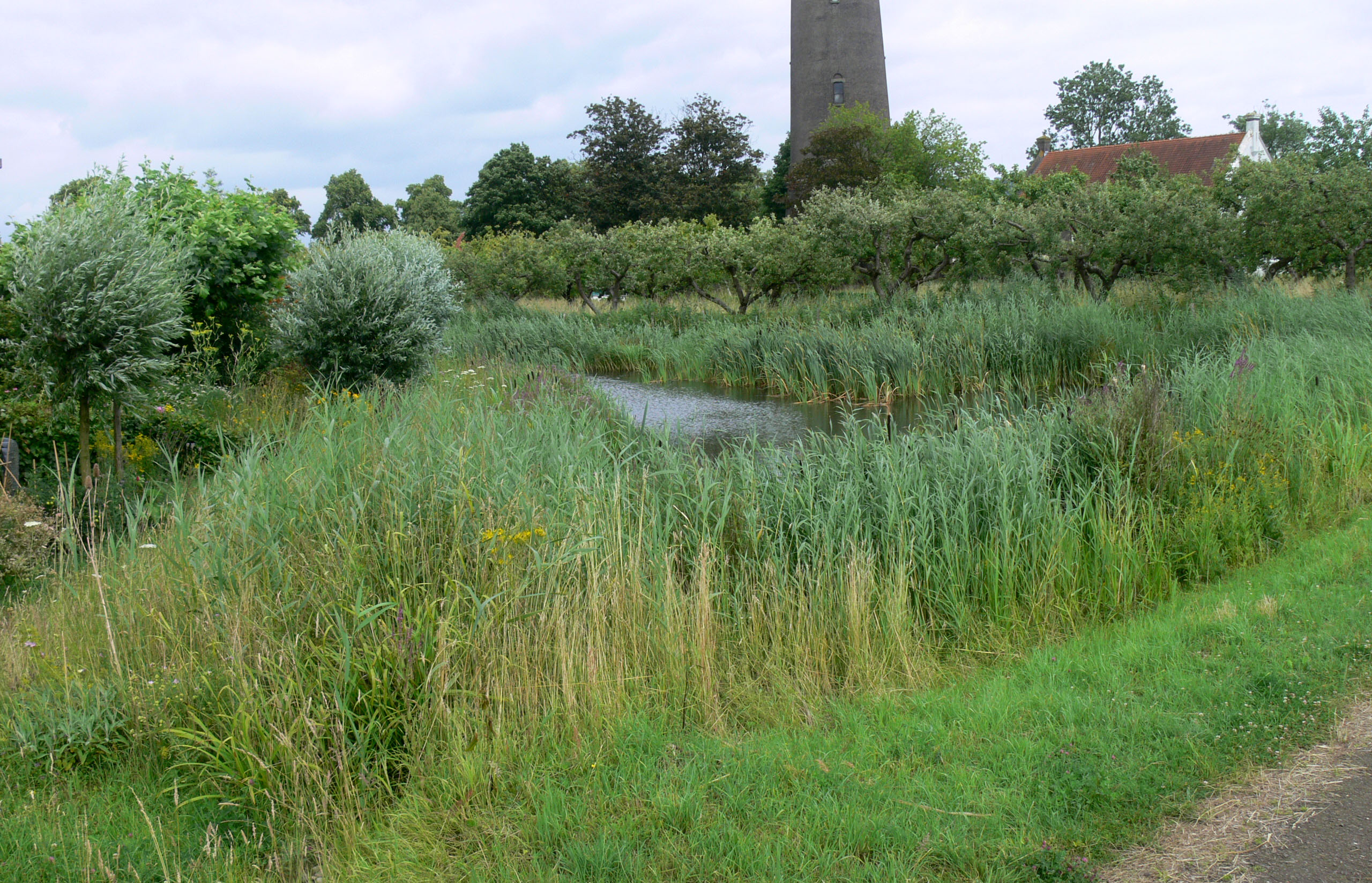
Excepté l'eau des toilettes, toutes les eaux grises sont collectées et traitées dans des lagunages naturels, avant d'être rendues à la nappe phréatique, ici près du verger communautaire de pommier
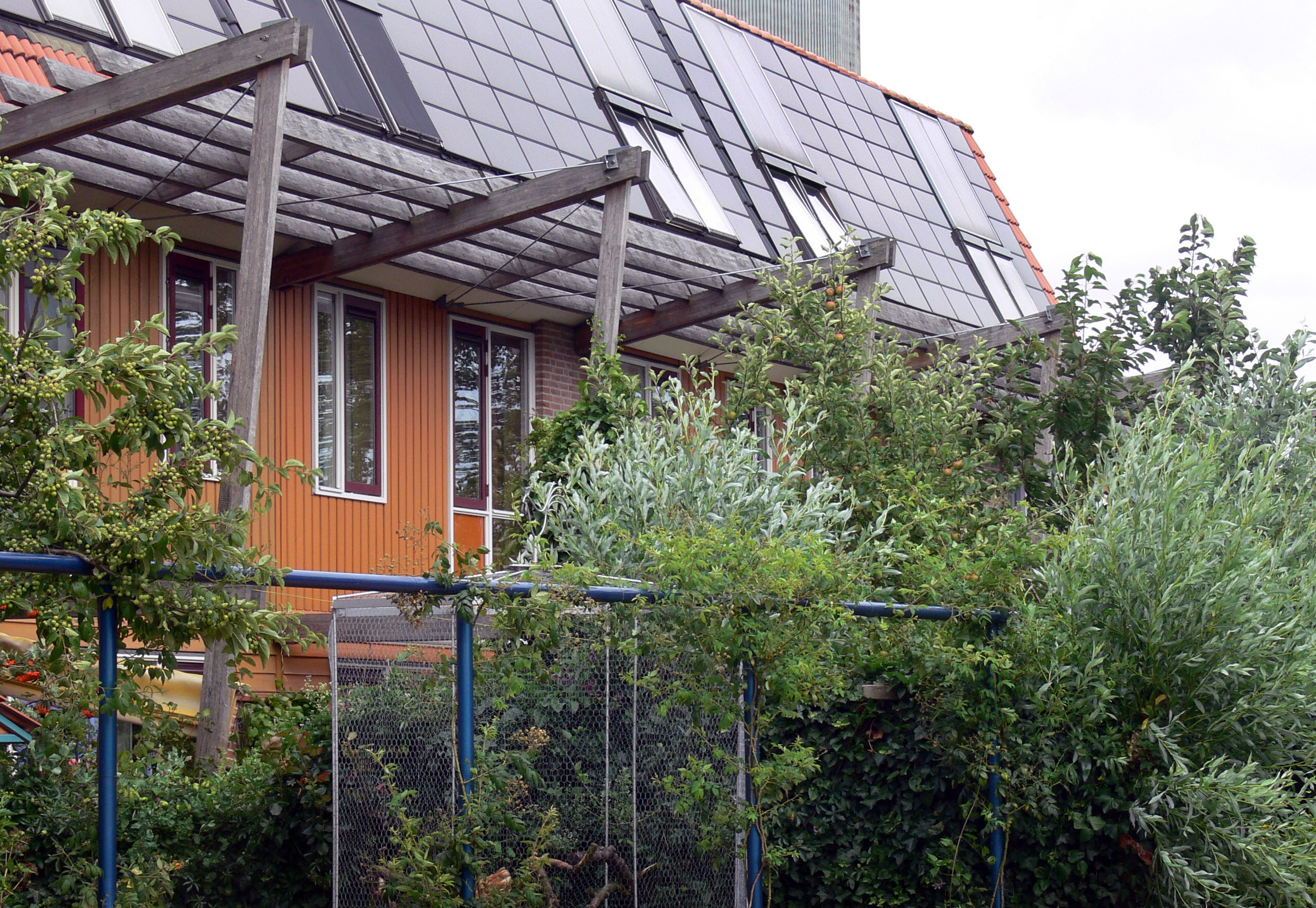
les maisons de la seconde génération sont toutes couvertes de panneaux solaires
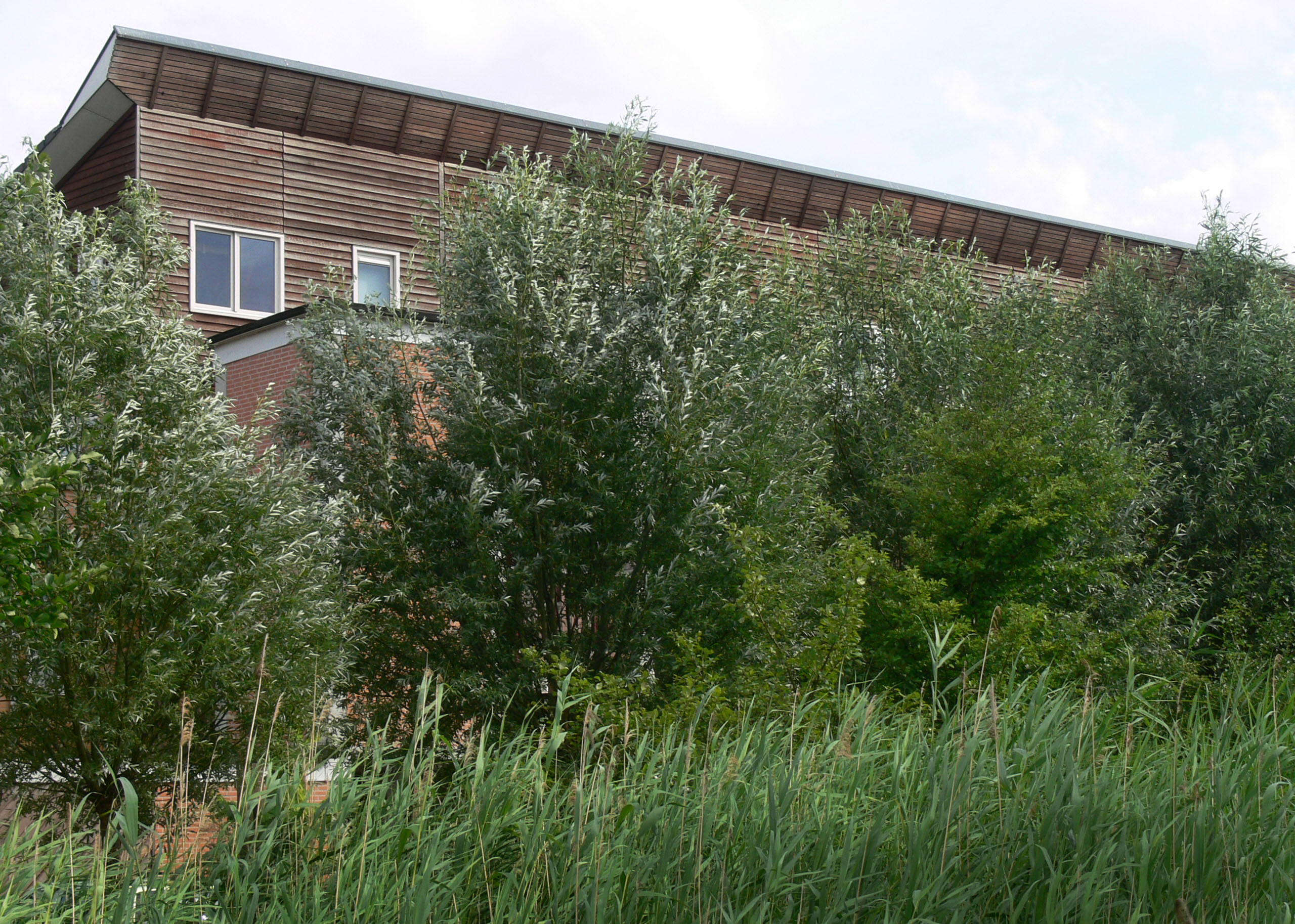
Le bois (certifié FSC) est partout privilégié, ainsi que les essences locales pour les haies
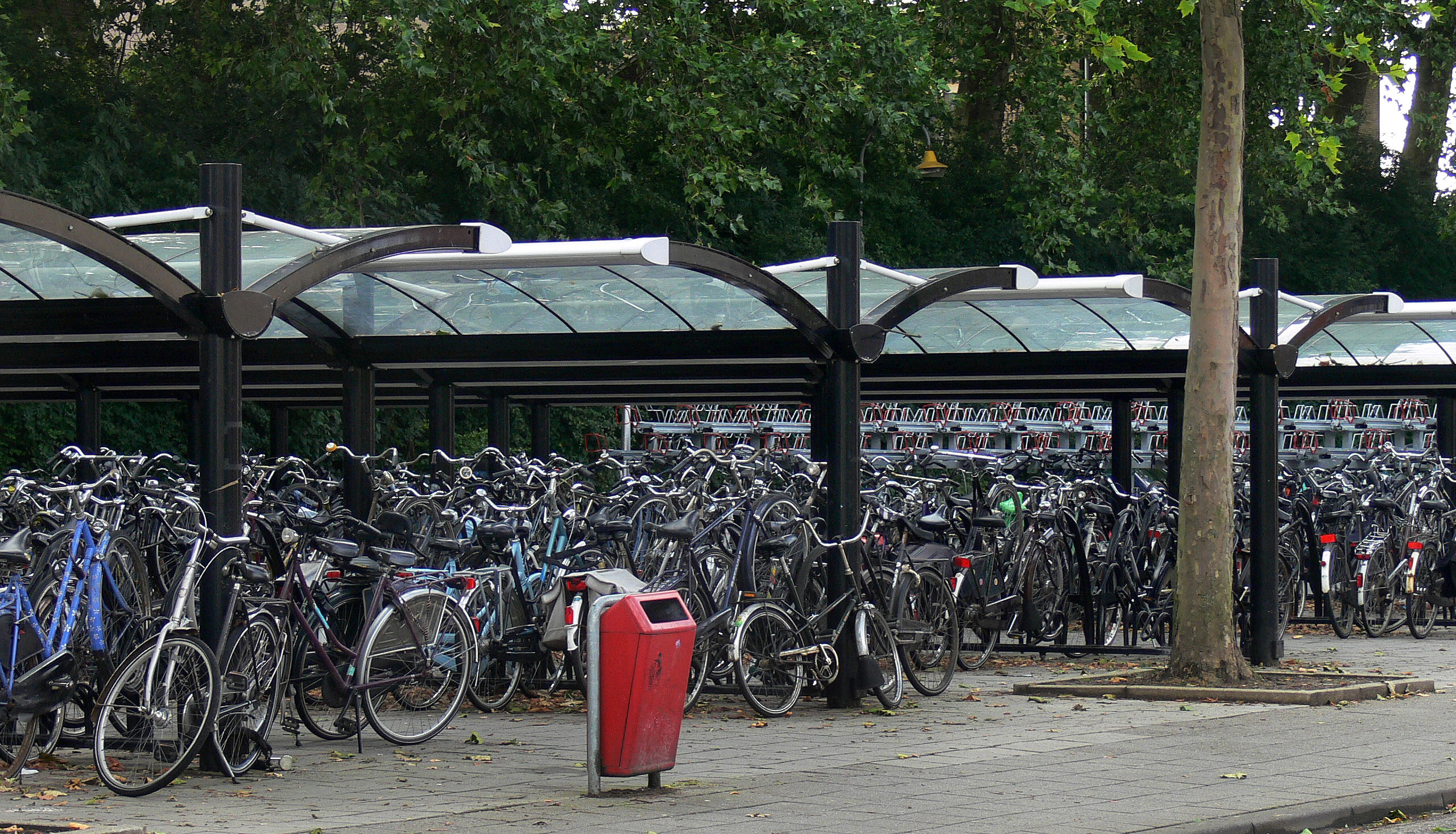
La gare et son parking à vélo, à l'entrée du quartier (ici durant les vacances, le 10 juillet)
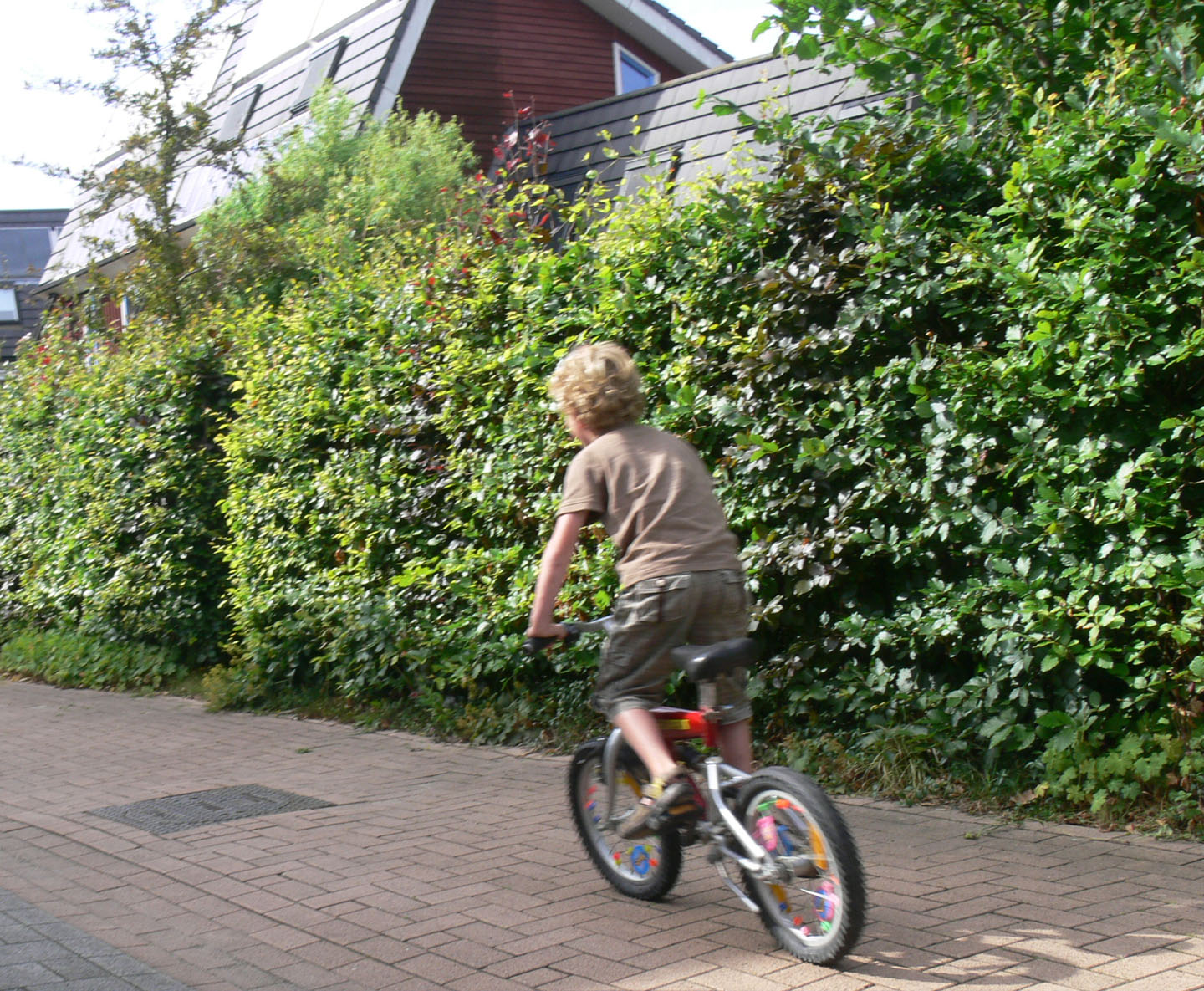
L'interdiction des voitures dans le quartier le sécurise pour les enfants
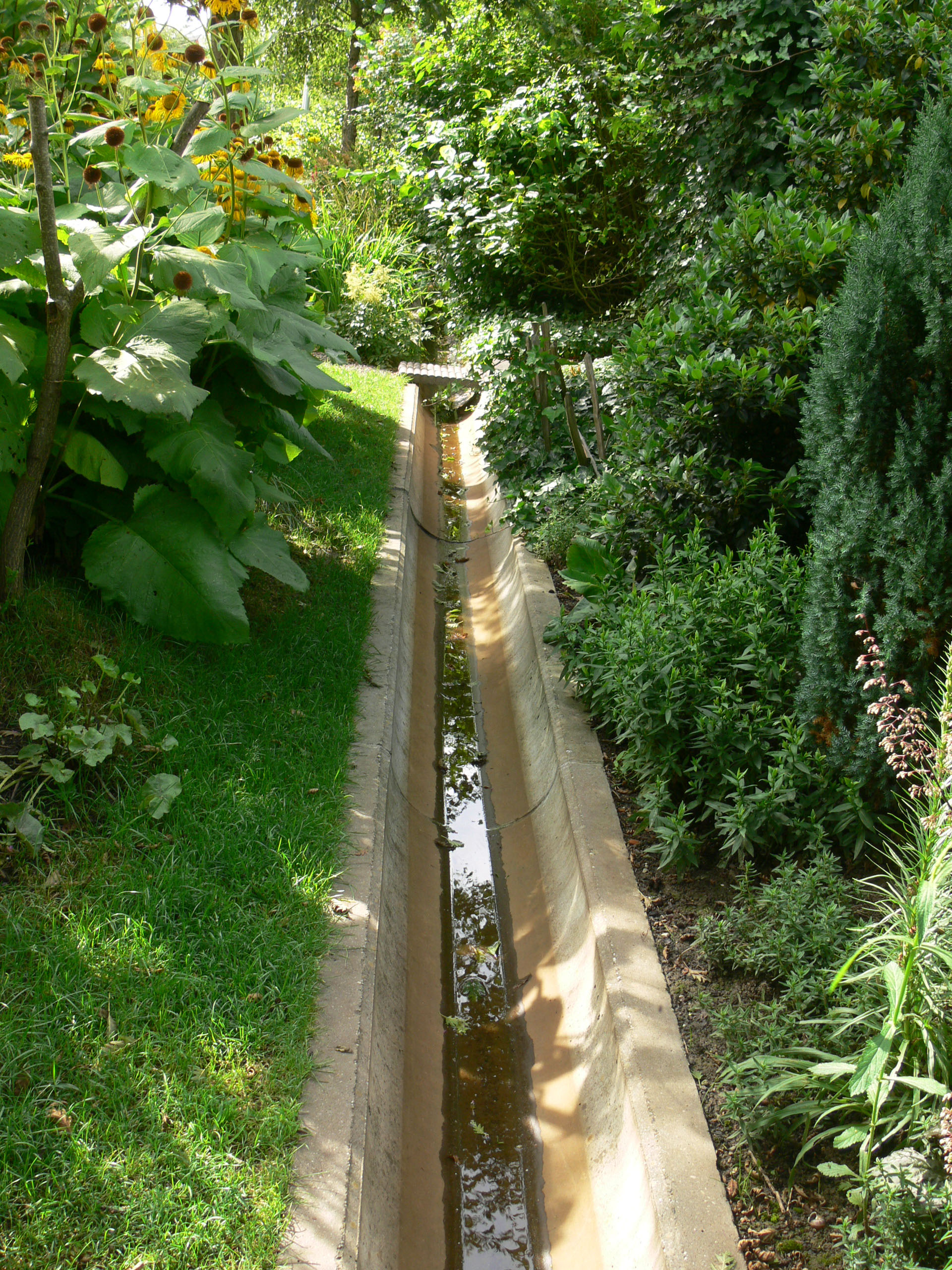
Les eaux de ruissellement des axes circulants sont collectées et épurées à part
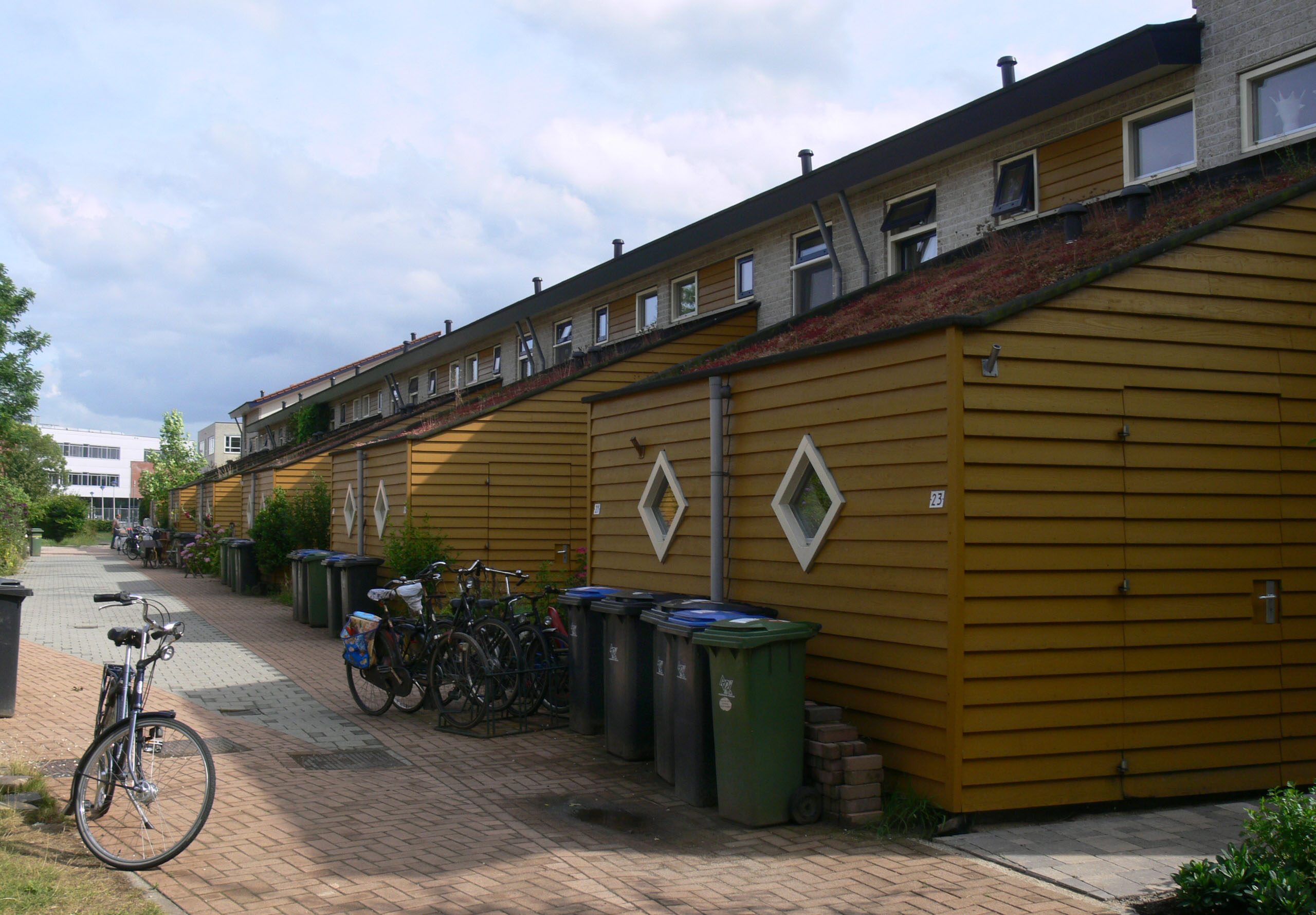
Devant ou derrière les logements, des celliers tempérés par une toiture végétalisée permettent de conserver fruits et légumes, sans consommer d'énergie
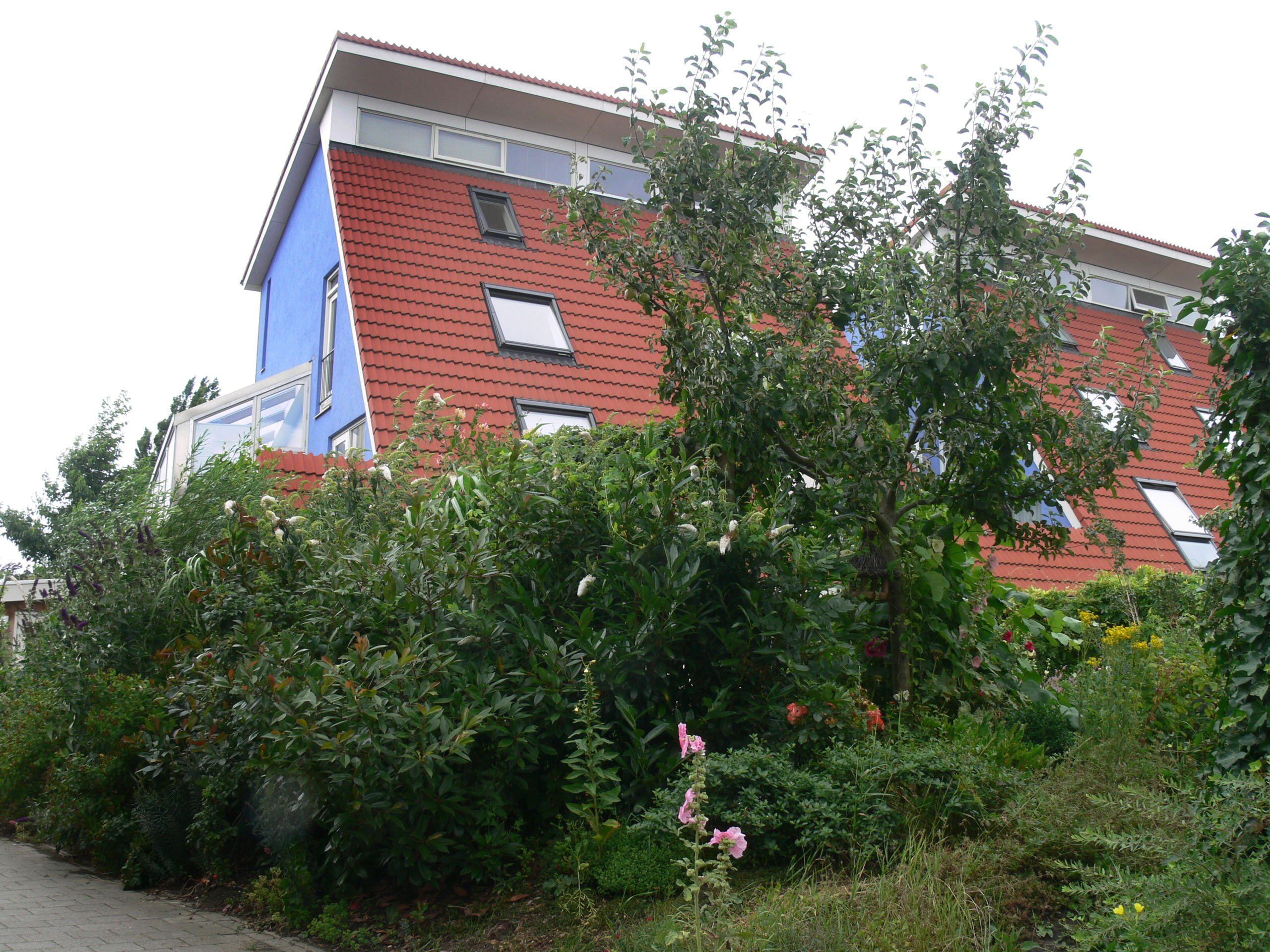
Des haies remplacent les clôtures habituelles, en améliorant l'environnement de tous
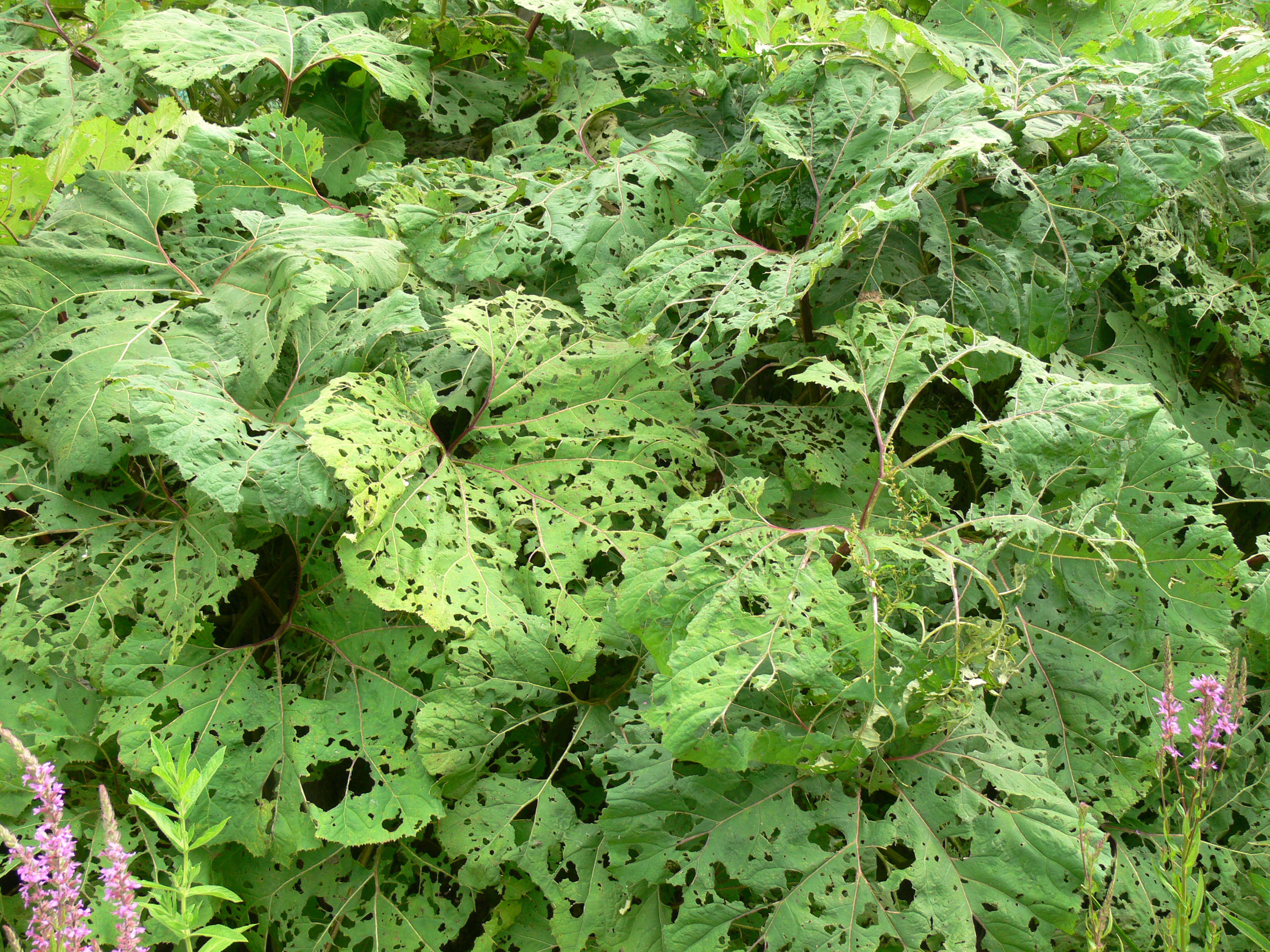
Le principe de la permaculture guide la gestion des espaces verts limitant l'extension des espèces volontiers invasives
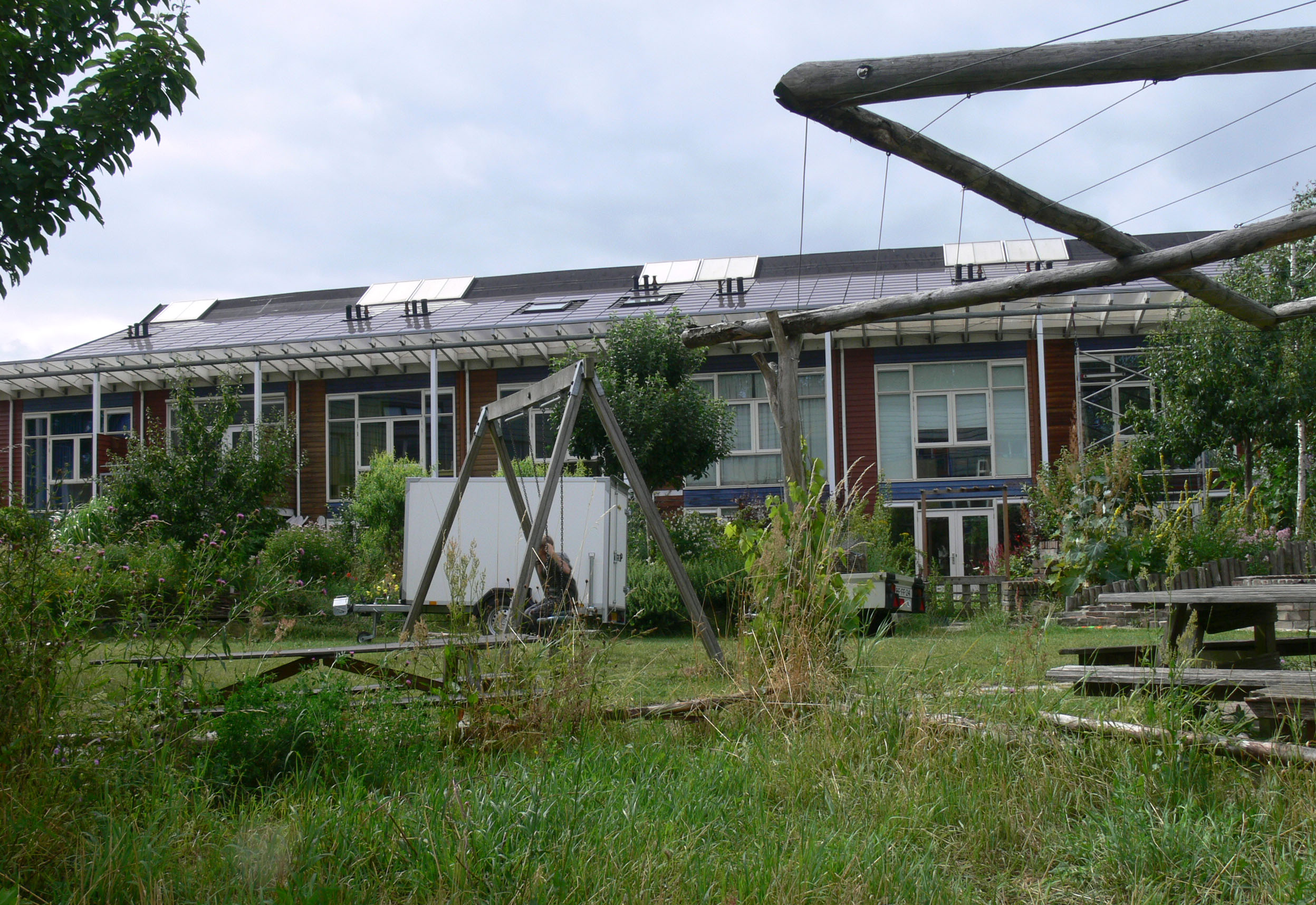
Les espaces de jeux sont largement présents dans les parties privées ou semi-publiques, toujours conçus pour faciliter la surveillance des petits par les parents
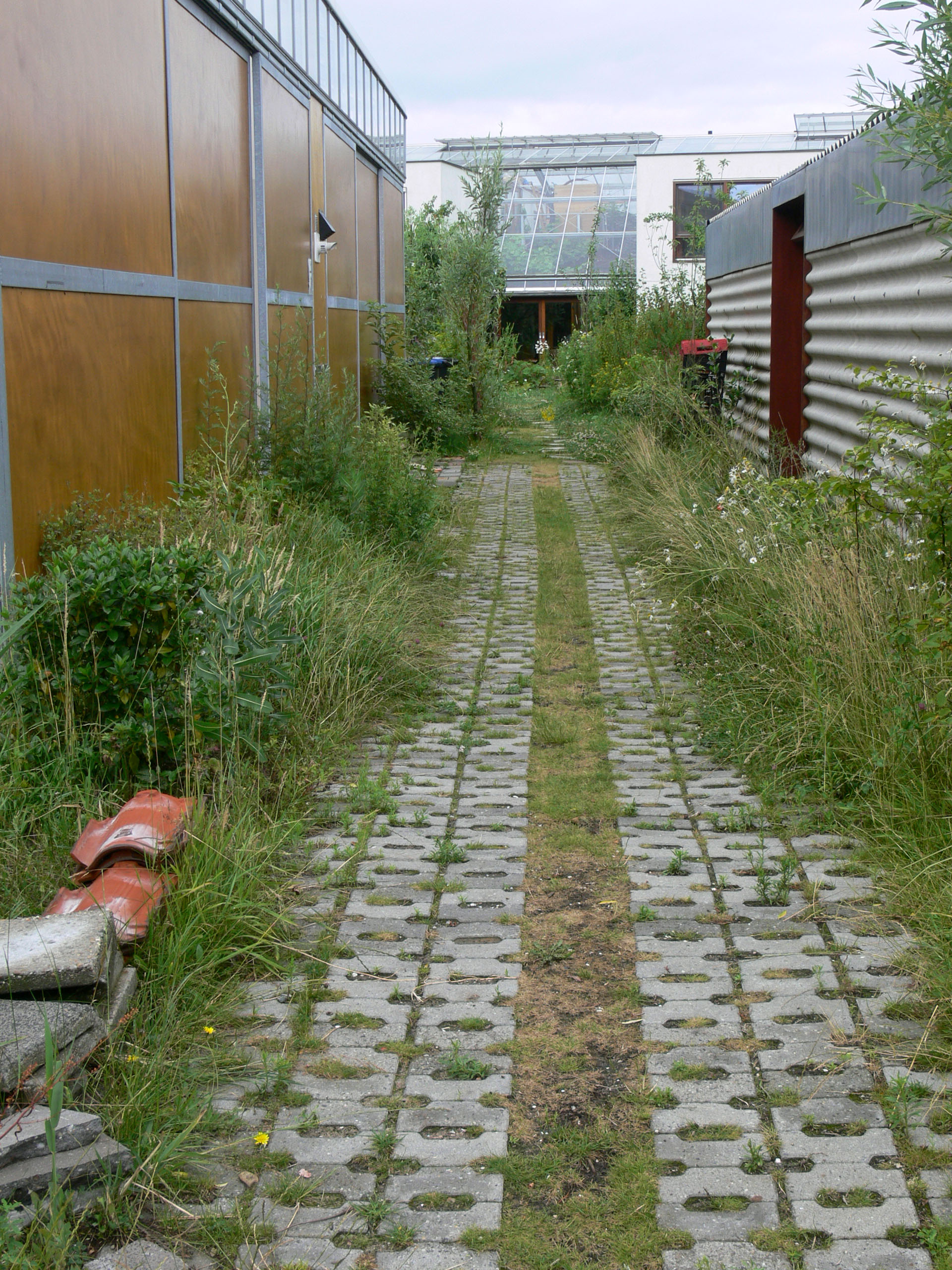
De nombreux axes laissent librement circuler la faune ou jouent même un rôle de corridor biologique
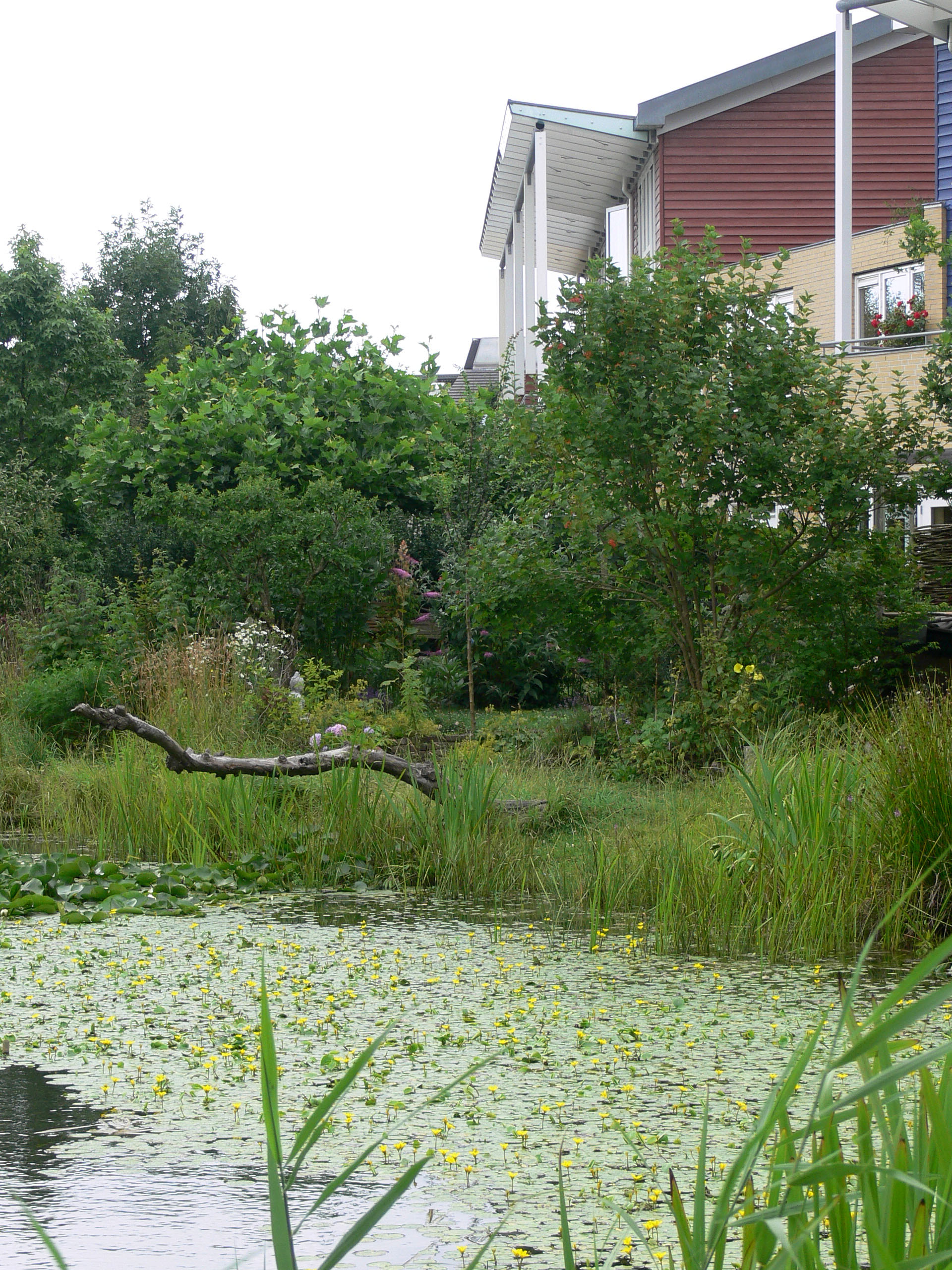
Les zones de lagunage sont aussi d'un grand intérêt esthétique. Le tronc de bois-mort a été posé là comme reposoir pour les martins-pêcheurs qui l'utilisent comme tel
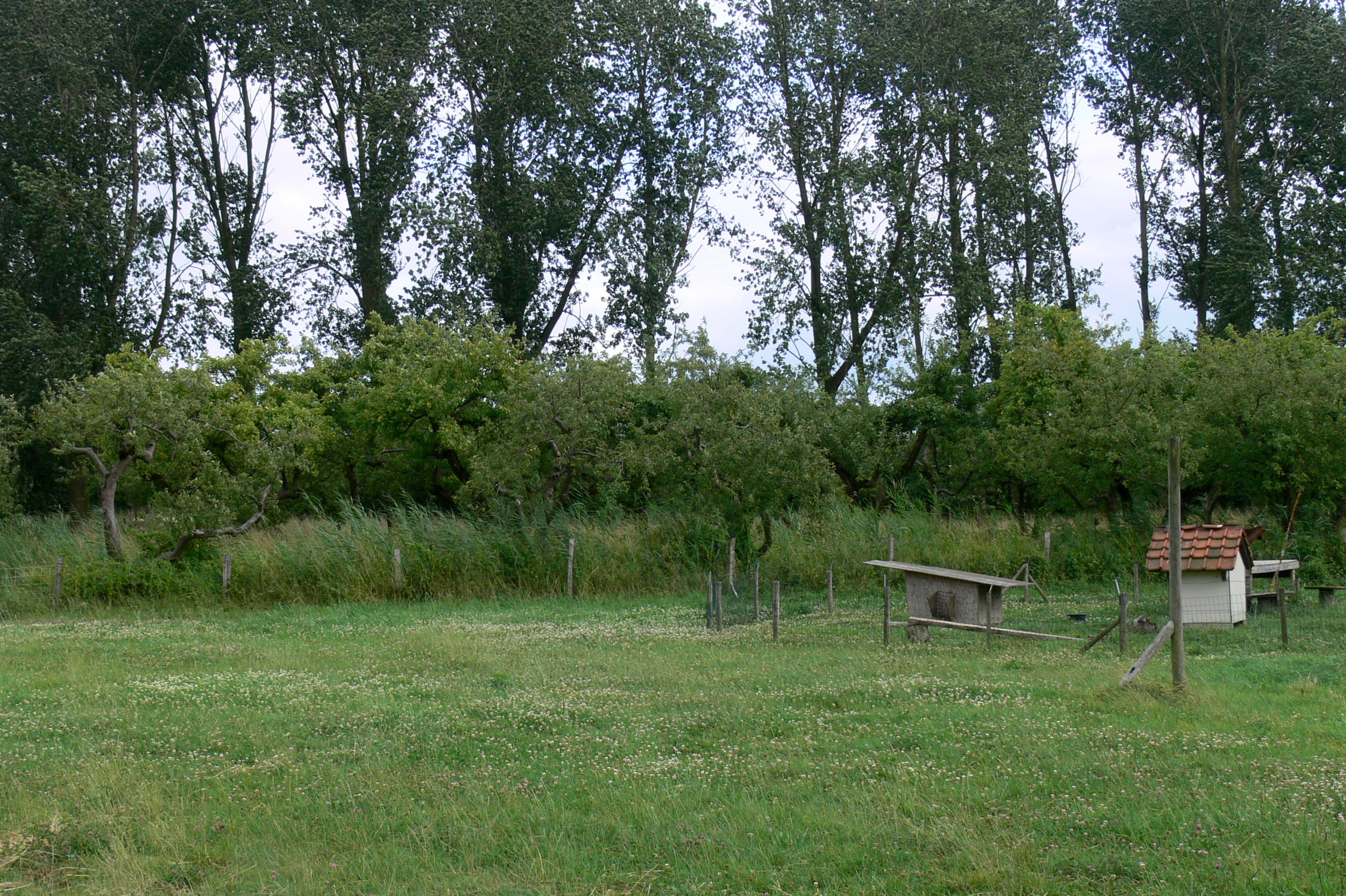
Un grand verger fournit gratuitement des pommes et du jus de pomme à tout le quartier
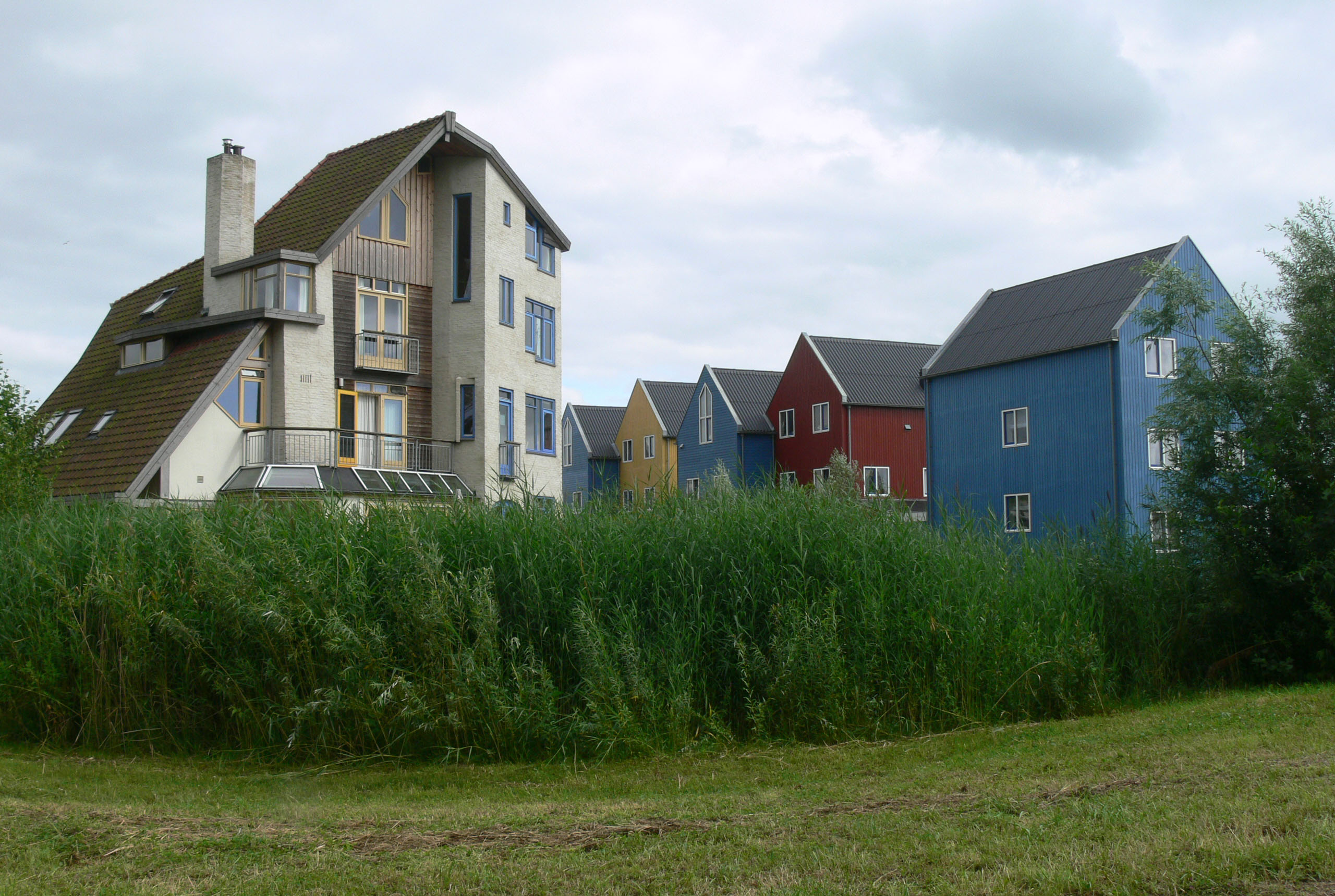
Maison autoconstruite (à gauche) et plus « classiques » (à droite)
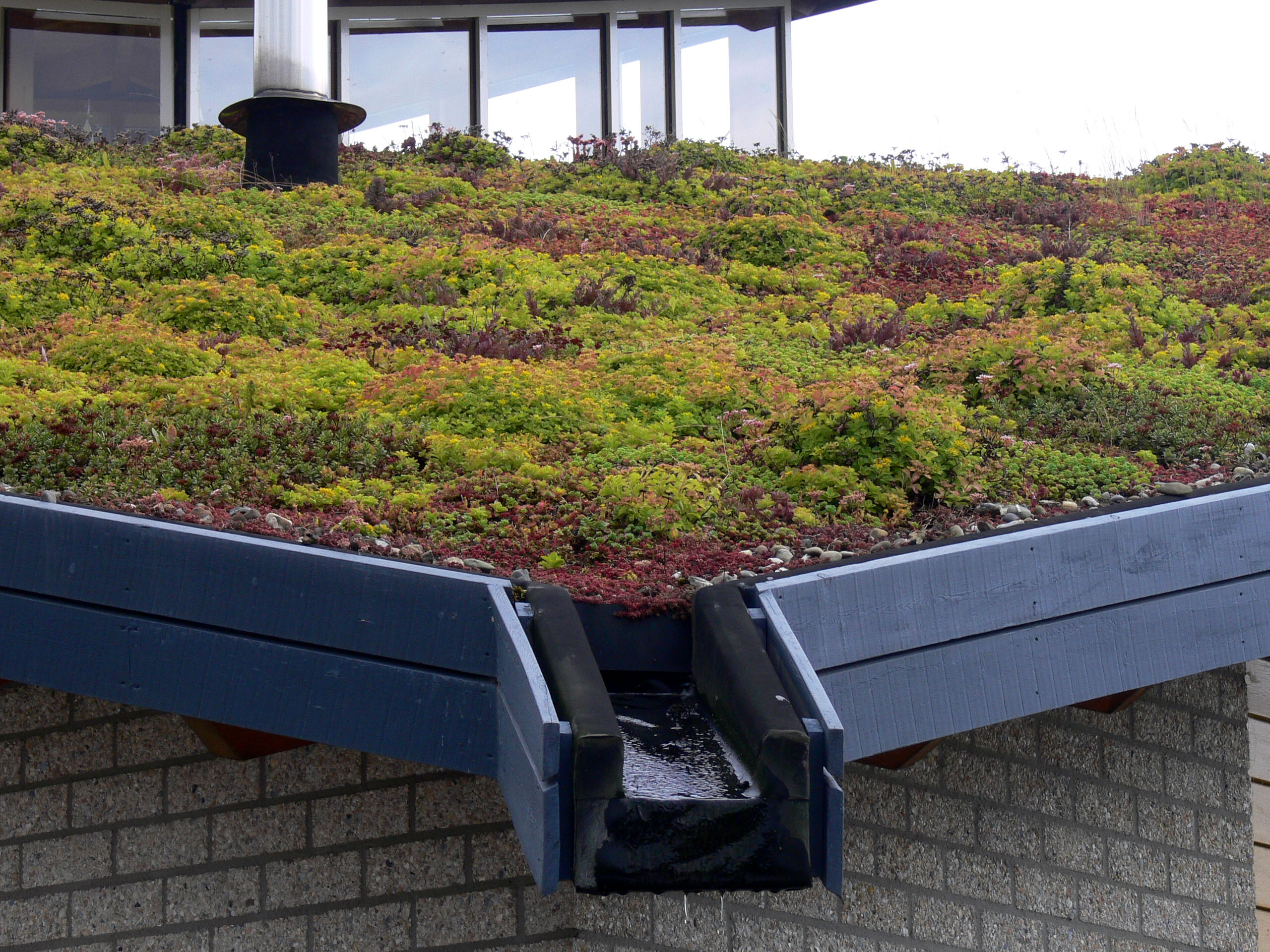
L'une des nombreuses toitures végétalisées
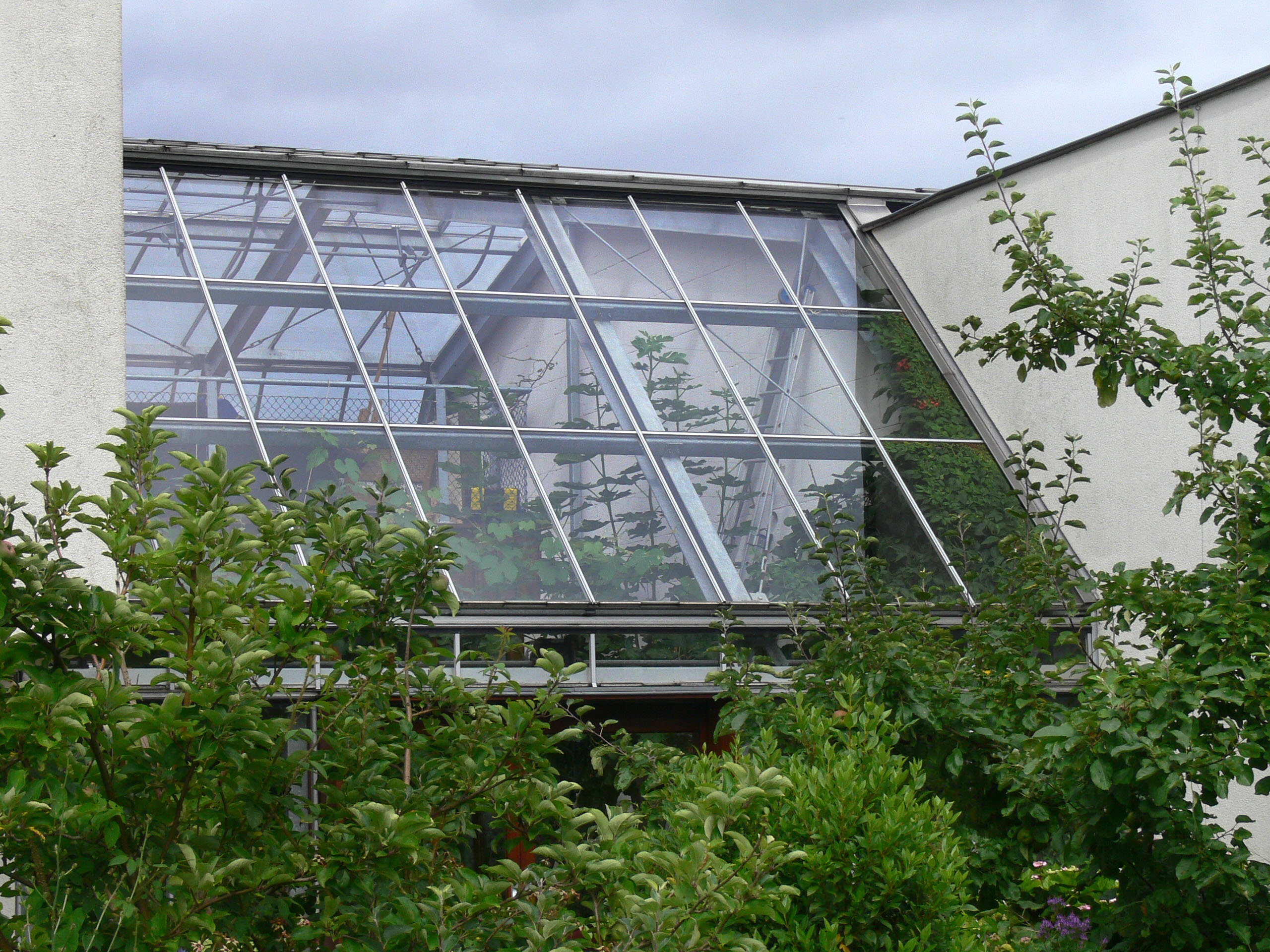
Serre intégrée comme espace de vie
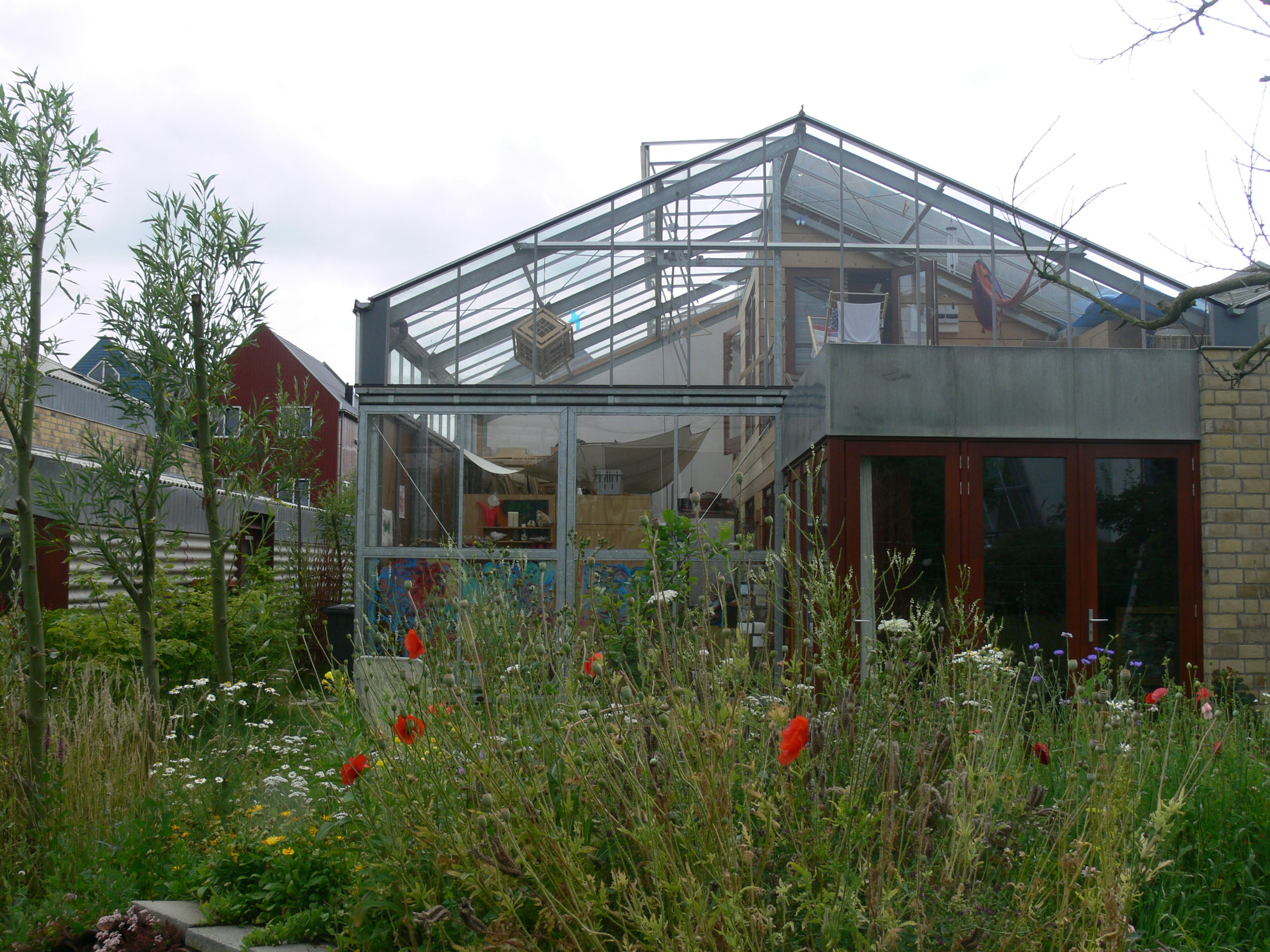
Une partie des habitations récentes sont littéralement construites dans des serres
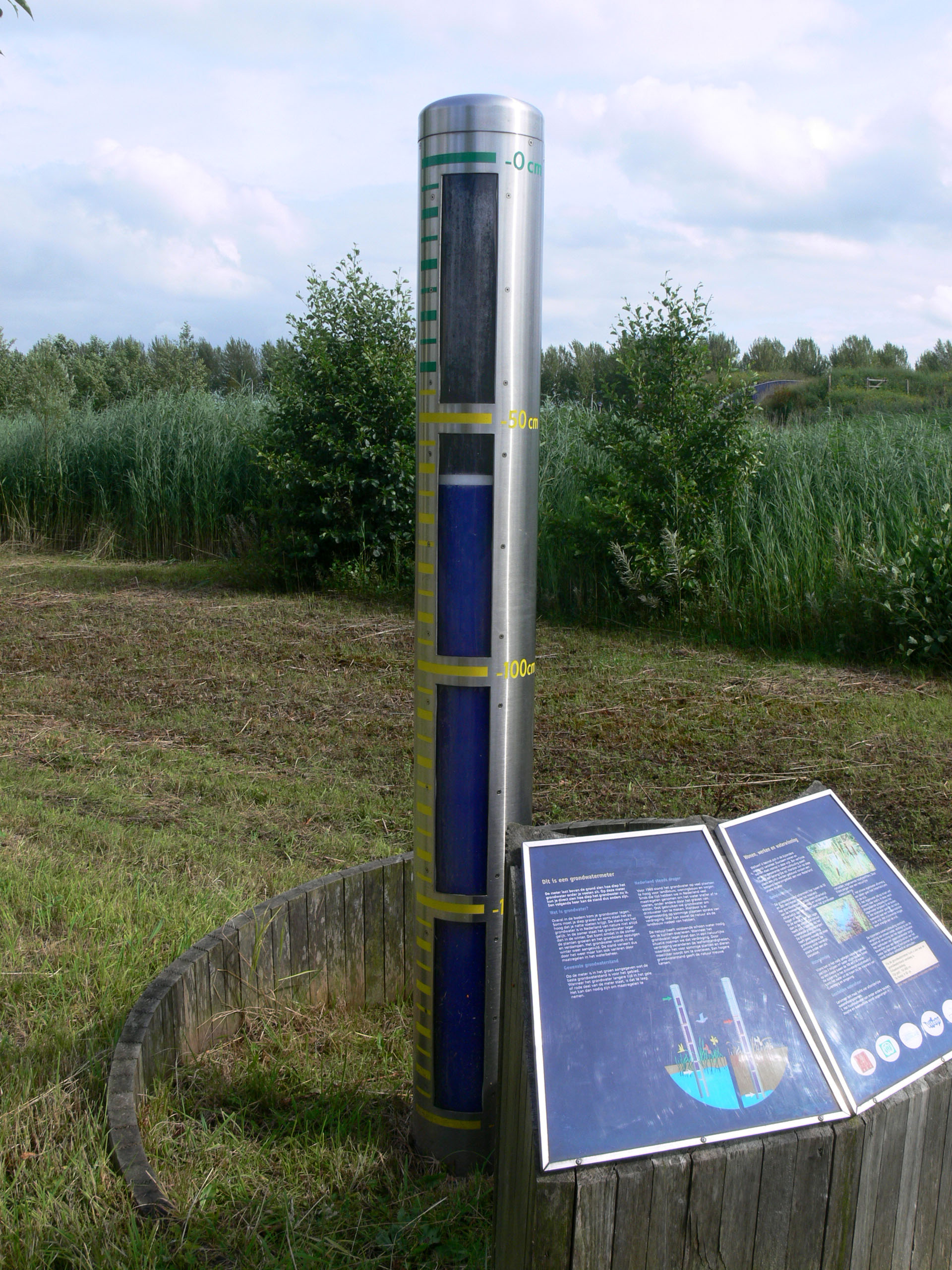
Ce piézomètre pédagogique rappelle que la nappe est proche et vulnérable
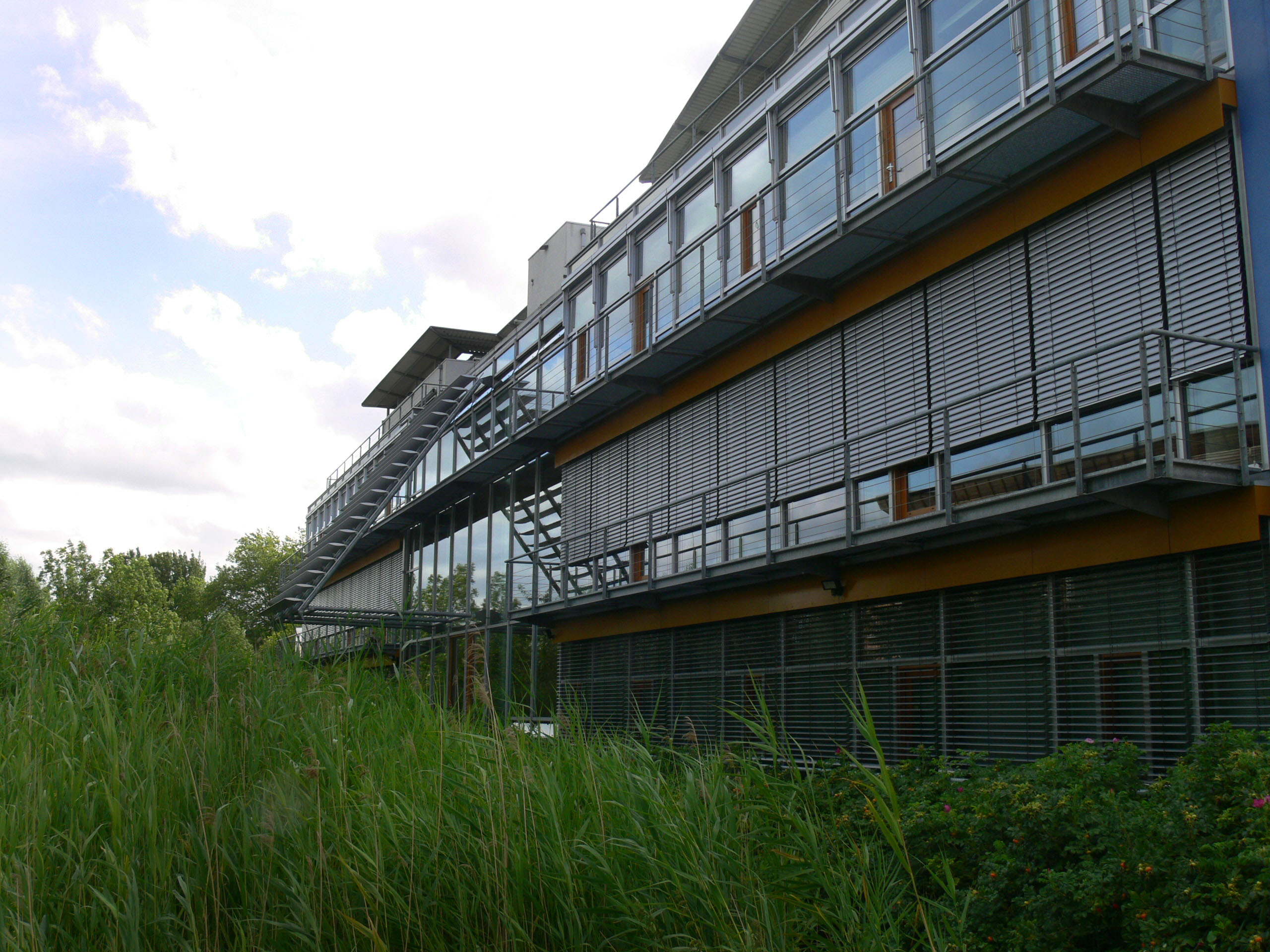
Cet immeuble de bureau est surmonté d'un logement et ne cache pas ses eaux usées qui sont épurées dans la roselière qui le longe

## Dénomination
- E.V.A. est l'acronyme néerlandais d'un groupe et d'un centre fondé par l'initiatrice du projet d'écoquartier, promouvant l'intégration de l'écologie dans les comportements individuels et collectifs et donc dans l'urbanisme. (« Ecologisch Centrum voor Educatie, Voorlichting en Advies »)
- Lanxmeer étant le nom du lieu-dit (plus vaste que le site occupé par le quartier qui n'en occupe que la partie nord) ;

## Histoire du projet
Le projet est né dans un environnement un peu plus propice que celui des années 1980, avec une population et une administration néerlandaises de plus en plus ouvertes à l'innovation et acquise à l'environnement, à la suite notamment du Rapport Brundtland et de la publication d'un ouvrage intitulé Milieu : Kiezen of verliezen qui a marqué une partie du public et des décideurs néerlandais.
Des mouvements nés dans les années 1960 tels que l'Open Building, notamment à l'université de Delft (TU Delft) promouvait déjà dans le pays une forte participation du public. S'y est greffée dans les années 1990 : l'écocitoyenneté. En 1991, un concours du VIBA intitulé « Bâtir et habiter en respectant l'homme et l'environnement » témoignait d'une volonté de rénover la construction en y intégrant l'environnement et le social.
En 1992 (année du sommet de la terre de Rio), la demande de logement était forte aux Pays-Bas ; le gouvernement néerlandais y répondait par de nouveaux « plans VINEX » (planifiant la construction de 800 000 nouveaux logements à construire en 20 ans), avec une volonté d'intégrer l'environnement dans la construction.
Des études prospectives montrant un risque de dégradation grave des services écologiques avait abouti à un premier NMP intitulé "« Se préoccuper de demain »", toutefois suivi d'un second NMP concluant à la difficulté d'impliquer le grand public et les commerçants, ce qui freinait les changements de comportements). C'est le défi que Marleen Kaptein a voulu relever avec cet écoquartier. Cette socio-éco-urbaniste, particulièrement sensible au développement soutenable, avait antérieurement (en France notamment) travaillé aux moyens d'associer les futurs habitants d'HLM  à la conception de leurs logements. Elle venait en 1992 de suivre une formation à la permaculture qui l'a motivée pour intégrer cette approche dans un urbanisme au service de l'homme (se faisant avec la nature et non plus contre elle). Elle avait un objectif de conscientisation environnementale, qu'elle estimait nécessaire à un tissu social stable et à une plus grande autonomie. Ceci impliquait que le quartier puisse recycler localement ses déchets et contribuer à rembourser sa dette écologique par des systèmes autonomes de restauration maintien et stabilisation de l'état des sols, de l'eau, de l'air et de l'environnement (renaturation), s'appuyant sur la plasticité et la résilience des systèmes écologiques. D’autres acteurs, intéressés par cette démarche, vont ensuite se greffer au processus.
Marleen Kaptein était convaincue que le changement de comportement nécessaire au développement soutenable et durable viendrait aussi du fait d'associer les habitants à la construction de leur maison et de leur cadre de vie dès l'avant projet d'un quartier. Elle estimait qu'il manquait les moyens et le cadre d'un travail collaboratif avec les urbanistes et architectes, au moins à l'échelle du quartier qu'ils habiteront, et avec une approche globale et heuristique.
En 1990, Marleen Kaptein estime que créer des quartiers avec les habitants est possible et nécessaire. Elle décide - sans attendre que l'État ou les promoteurs évoluent - de rassembler un groupe de gens assez nombreux et motivés pour en concevoir le projet et la réalisation. Elle pensait qu'un seuil critique de 200 à 400 maisons devait être atteint. Pour ce faire, il lui fallait donc un terrain de plus de 20 ha.

Elle a créé une fondation (« Fondation International Forum Mann and architecture ») pour promouvoir une « architecture organique » et a rassemblé autour d'elle un groupe d'amis et de connaissances (dont des scientifiques et intellectuels universitaires, désireux de pouvoir eux-mêmes et avec d'autres contribuer à créer la ville ou le quartier où ils rêveraient de vivre.

Dans la dynamique en cours du sommet de la Terre 1992, elle crée ensuite une Fondation E.V.A. qui puise dans les courants de l'écologie émergeant en Europe du Nord depuis les années 1970, avec un idéal d'autonomie et de partage, de valorisation du « génie du lieu » et de « mixité des fonctions » (habitat, travail, loisirs) que certains assimilent à la Deep ecology. De 1992 à 1994, les initiateurs du projet prévoient la construction de 250 logements, 40 000 m2 de bureaux et de surfaces professionnelles, ainsi qu'une ferme urbaine écologique (assurant une production biologique et un contact avec la nature), un centre d’information, un centre de bien-être, un centre de conférences, des lieux de convivialité et d'accueil dont bars, restaurant et hôtel.
Le « projet Lanxmeer » a été lancé en 1994 par la Fondation E.V.A.
En 1995, il y a au sein d'E.V.A. consensus autour de 3 principes :
- atteindre un seuil d'au moins 200 logements
- intégrer une ferme urbaine écologique au projet
- construire un centre dit "EVA" (centre de rencontre sera un lieu de conseil et information sur les développements écologique et sociaux. Ce sera aussi un bâtiment pilote et une vitrine en termes d'innovations écologiques intégrées à l'architecture, incluant un centre écologique de congrès et un hôtel restaurant biologique, ainsi qu'un centre « Spa & Vitality »).

En 1996, environ 80 familles étaient réunies pour réaliser cette utopie, qu'on n'appelait pas encore à l'époque « écoquartier », avec une écoute favorable des élus de la commune de Culembourg.
Six groupes de travail se sont constitués, animés par des spécialistes de plusieurs disciplines, sur les thèmes suivants : 
1. Urbanisme et paysage
2. Eau
3. Énergie
4. Architecture et construction durable
5. Matériaux et énergie en cycles fermés
6. Participation des habitants

- 3 ateliers d’urbanisme collaboratif favorisant la créativité et participation des habitants ont été subventionnés par le ministère néerlandais de l'environnement, s'appuyant sur la démarche suivante :
  - visites exploratoires du site par un groupe de représentants des futurs habitants potentiels ;
  - conférences organisées pour éclairer et former les habitants sur 6 thèmes choisis par le groupe autour des concepts du développement soutenable.
  - production en commun de dessins et textes par les habitants et architectes, sur la base des souhaits de vie dans et pour le quartier, exprimés au cours du processus.

Un « livre des habitants » a réuni et synthétisé cette production.
- En 1996, un plan général (à moindre risque pour la ressource en eau) a été proposé, intégrant des éléments d'amélioration du paysage et des écosystèmes (consolidation des zones vertes et maintien et restauration de corridors écologiques), avec une gradation de l'intensité de l'occupation des sols autour d'une zone verte presque conçue comme une réserve naturelle sur le périmètre vulnérable pour l'eau. 
 Ce plan s'est appuyé sur une étude urbanistique du site (dite "CHER" acronyme néerlandais) qui a intégré :
  - une analyse  géomorphologique et archéologique ; une  recherche historique intégrant des éléments d'écologie rétrospective a montré  qu'il y a 3 000 ans, ce site était un des bras du Rhin et qu'il a accueilli des populations préhistoriques à l'âge du bronze, à l'époque romaine, et au Moyen Âge (où existait un château en 1340) ,
  - une analyse de la flore et de la faune remarquable présente sur le site,
  - une analyse  des éléments verts caractéristiques du paysage,
  - une analyse  des atouts et potentiels écologiques et agro-écologiques du site.
- Le plan général a ensuite été approuvé par le Conseil. 
La construction d'Eva-Lanxmeer a ensuite été coorganisée par la commune de Culembourg et la Fondation. Elle était prévue en 4 phases, dont chacune pourrait tirer bénéfice des enseignements de la précédente. Chaque phase intègre 50 logements à construire en un an. La première de ces phases a démarré fin 1998, avec la commande par la commune d'une série de 100 maisons à plusieurs architectes (phases 1 et 2), avec un budget communal spécial destiné à financer outre les études classiques, la réalisation des ambitions d'EVA, la participation des habitants, et la communication via notamment un bulletin d'information.

En 1998, le projet portait sur 30 ha avec :
- 6 ha d'habitat (privé ou en locatif)
- 4,5 ha de zone d'activité consacrée à l'emploi
- 1,5 ha d'activité mixte (emploi/habitat)
- 4 ha pour l'école et une piscine
- 10,1 ha pour les espaces verts et cheminements (perméables)
- 0,7 ha réservés au centre EVA et à un hôtel

Il sera modifié au fur et à mesure de son avancée en fonction des moyens, du contexte et des besoins exprimés
C'est l'association (BEL) qui attribue les logements à ses membres (selon liste d'attente) et chaque habitant doit s'engager à respecter quelques règles communes.

## Site
Pour passer de l'utopie à la réalité et concrétiser son projet, la fondation s'est mise en quête d'un terrain assez grand pour ses besoins. Elle a au début des années 1990 repéré un terrain d'une trentaine d'hectares non construit, en périphérie de la ville de Culembourg, enclavée entre une voie ferrée, une zone industrielle à l'Ouest et une zone de lotissements à l'Est.

Ce terrain était alors cultivé et il comprenait un verger de vieux pommiers et une peupleraie. Il avait été préservé de l'urbanisation car inconstructible en raison d'un champ captant alimentant un forage d'eau potable creusé là vers 1910. Mais ce forage ayant été approfondi (à environ 100 m de profondeur) au début des années 1990, le champ captant - hormis en son centre - est alors devenu constructible (à certaines conditions, et pour la première fois aux Pays-Bas (où les lois sur l'eau sont particulièrement strictes). L'État a donc assorti l'autorisation de construction de prescriptions et précautions obligatoires concernant la gestion de l'eau, ce qui convenait tout à fait à Marleen Kaptein et aux futurs habitants qui étaient justement soucieux de ne pas gaspiller ni polluer la ressource en eau, et même de contribuer à l'améliorer par des processus d'épuration biologiques. Le directeur de l'urbanisme de Culembourg s'est enthousiasmé pour le projet, et la ville en est devenue l'un des partenaires.
En termes de desserte et de transport en commun le terrain était par ailleurs idéalement située ; entre la gare et le centre de la ville (sachant que la gare de Culembourg est excentrée parce que le train devait autrefois prendre de l'élan pour passer en hauteur au-dessus d'une route proche).

### Espaces verts
- Un rôle esthétique et aménitaire leur est comme partout attribué ; des paysagistes ont avec les habitants travaillé leur agencement et le choix des végétaux. Quatre principaux espaces verts sont disponibles à quelques minutes à pied des maisons. Chaque îlot est construit en arc de cercle autour d'un jardin collectif semi-privé et de jardins privés. Chaque ménage possède un terrain privé de 150 m2 et l'équivalent de 55 m2 mutualisés dans l'espace semi-privé. Les espaces verts sont interconnectés et communiquent directement avec les jardins privés, formant une petite trame verte à l'échelle du quartier. De là, l'accès direct est possible à des espaces municipaux et à la ferme du quartier ;
- Biodiversité : les bassins de rétention ou d'épuration de l'eau, ainsi que les espaces verts sont conçus comme des habitats de la biodiversité floristique, faunistique et fongique. Le quartier est abondamment planté de centaines d'arbres ou arbustes fruitiers fournissant par exemple pommes, poires, groseilles, raisin, framboises, kiwis, nèfles, noix, etc. La cueillette des fraises des bois, des fraises cultivées et d'autres plantes comestibles réparties dans les espaces verts est autorisée. Ces espaces sont gérés par les habitants sans engrais chimiques ni pesticides, et la biodiversité y tient une place majeure, même si des plantes cultivées sont également intégrées dans les parterre de fleurs et plantes grimpantes.
- La gestion des espaces est différenciée. De nombreuses pièces de bois mort sont réparties dans les espaces verts pour les organismes saproxylophages, ainsi que des nichoirs à oiseaux et insectes. Plus d'une dizaine de pièces d'eau abritent amphibiens, libellules et autres organismes aquatiques, qui avec les chauve-souris et oiseaux insectivores contrôlent d'éventuelles populations indésirables de moustiques.
- La gestion de l'eau est une des fonctions des espaces verts : ils épurent et freinent l'eau. En cas d’inondation, des bassins supplémentaires de rétention de l’eau ont été aménagés dans d’anciens lits de rivières. En cas de surcharge exceptionnelle, des pompes peuvent évacuer l'eau vers le fleuve situé au nord de la ville.
- Lieu de jeu et d'aventure pour les enfants ou les parents, le terrain a été localement remodelé pour offrir une grande diversité de micro-paysages, ainsi que pour discrètement protéger l'intimité des jardinets privés ;
- l'une des maisons, vue de l'extérieur a l'apparence d'une butte végétalisée (style maison de hobbits), mais est organisée autour d'un patio central ouvert sur le ciel ;
- Le thème de l'eau est très présent, rappelé par des rigoles, des fossés, des roselières, mares et étangs, et des pompes à main (ou solaire dans un cas) qui alimentent des jeux pour enfants. 
Un piézomètre spécial indique et rappelle à tous le niveau, la proximité et la vulnérabilité de la nappe aquifère ;
- Les terrasses végétalisées sont nombreuses.

## Principes ayant guidé le projet
- La coconstruction du projet est un principe fondateur. Elle se fait via une démarche constante et auto-organisée de démocratie participative et de travail collaboratif, non pas pour la construction des maisons,et pour le plan de gestion des espaces verts. La démarche a associé des représentants des habitants (dont éventuellement les enfants) et des futurs habitants, aux architectes, urbanistes, consultants, et représentants de la municipalité et d'entreprises telles que notamment la compagnie d’électricité et la société des eaux 
Cette dernière a suivi le projet avec grand intérêt en raison de la volonté des habitants de mettre en œuvre une gestion exemplaire de l'eau. 
Divers promoteurs et associations ont aidé à élaborer et mettre à jour le plan d’aménagement du quartier.

Des réunions sont régulièrement tenues par ces acteurs (toutes les 6 semaines en 2009), pour discuter du projet et de ses évolutions, des objectifs, du recyclage de l’eau… La philosophie du projet est de se baser sur la demande et la réponse aux besoins des habitants et usagers des bureaux, et non sur le choix parmi l'offre existante. 
Le projet est souvent cité comme exemple remarquable d’aménagement décidé et organisé par le bas (bottom-up), c'est-à-dire où les futurs habitants eux-mêmes s'accordent après discussion sur leurs priorités et moyens, au lieu d’être dirigés par un aménageur ou de devoir acheter à un promoteur un logement ne correspondant pas à leurs désirs réels. 
Chaque habitat doit adhérer à l'association du quartier dite "BEL" et adopter trois règles (dont : « pas de voiture dans le quartier », « pas d'eau de Javel dans les rejets »). Il intégrait dès le début un aspect multifonctionnel visant un équilibre entre les bénéfices sociaux, économiques, culturels et éducatifs, de loisirs, de développement personnel et de protection et gestion restauratoire de l’environnement.
- Rejet de l'automobile en périphérie (quelques habitants souhaitent encore pourvoir garer leur voiture devant chez eux). Les routes de briques non maçonnées permettent l'infiltration de l'eau vers le sous-sol. Elles sont interdites aux voitures par des bornes amovibles pour les cas exceptionnels (livraison de matériel lourd..)  Les parkings sont situés en périphérie du quartier, avec un maximum de 0,7 voiture par foyer. Ainsi aucune route ne traverse le quartier.
- Respect de la diversité dans les espaces verts, dans l'architecture, dans l'agencement « urbain » ; comme dans la typologie des logements. 
On trouve à Eva Lanxmer des logements (à vendre pour 70 % des logements et à louer pour les 30 % restant), pour toutes les tailles de familles, avec aussi une réalisation en autoconstruction), mais aussi de bureaux et ateliers pour pouvoir travailler localement.
- Respect absolu de la ressource en eau (imposant par exemple l'interdiction d'utiliser de l'eau de javel pour ne pas faire dysfonctionner les systèmes de lagunage naturel en tuant les bactéries qui vivent en symbiose avec les macrophytes). Dès le début le projet prévoit un lagunage pour les eaux grises (eaux de vaisselles, douches, lavage) et de méthaniser l'eau des toilettes (le budget d'une grande station de méthanisation n'avait pas encore été réuni en 2009). Les toilettes et douches sont toutes munies de systèmes d'économies d'eau (mousseurs, double chasse, etc.).
- Bien-être, culture et vie sociale : construction d'un centre de formation, d'une maison de retraite et d'une école 
Selon les ilots et les souhaits des habitants les groupes de maisons et bureaux ont été organisés en rues, courées, ou groupes de maisons construites autour d'un jardin communautaire et d'une bande de petits jardins privés sans clôtures de séparation avec le jardin communautaire. Les maisons sont presque toutes construites pour faciliter le travail à domicile et les jeux des enfants.

- Matériaux sains, et dans la mesure du possible à faible empreinte écologique : Le bois est très utilisé et est alors constitué d'essences européennes éco-socio-certifiées par le label FSC reconnu comme le plus performant par les grandes ONG (Greenpeace, WWF et plus facilement disponible aux Pays-Bas qu'en France où les représentants des forestiers lui ont pour la plupart préféré le PEFC). Les essences sont surtout le mélèze pour les façades, le robinier pour des appuis de fenêtre…), ou ponctuellement du chêne ou d'autres essences - dans les espaces verts - du bois mort a été récupéré pour les jeux d'enfants et certains aménagements. Les gouttières sont en caoutchouc synthétique (EPDM). Le plomb, le PVC le cuivre sont proscrits pour limiter la pollution de l'eau. Les peintures et les produits de traitement du bois sont écologiques (pigments et solvants naturels et non toxiques), huile de lin, etc.). Le PUR (Polyuréthane) n'est pas recommandé.
- Les jardins éducatifs et la permaculture, ainsi qu'une ferme urbaine (au nord-est du quartier) permettent aux habitants de mieux vivre et se nourrir en partie des produits récoltés sur place (« circuits courts »). Il s'agit d'une exploitation indépendante fondée par un des habitants du quartier, basée sur la permaculture ; c'est un lieu de production locale de fruits et légumes mais aussi d'intégration sociale comprenant un jardin expérimental de permaculture à vocation pédagogique, avec des espèces variées. Les habitants du quartier (ou d'autres habitants de Culmemborg) peuvent ainsi acheter localement à la ferme des  produits bio et ultra-frais, avec un abonnement à l'année (sur un système proche des AMAP existant en France). La production du verger communautaire est partagée par les habitants à l'occasion de la récolte et de la fabrication de jus de pomme ;
- Mobilité moins polluante : le vélo et les déplacements piétons ou en transport en commun sont comme partout aux Pays-Bas favorisés par rapport à la voiture. Un loueur de voiture ("« wheels for all »") s'est installé dans le quartier, proposant 6 voitures à louer utilisées par 160 personnes[4] ; l'adhésion est de 2 € / mois en 2009.
- Une attention particulière est accordée aux écotones ; toutes les limites sont conçues comme des espaces de transition douce, dans l'esprit d'un plan « pergola », où ni murs, ni barrières ni clôtures ne séparent les espaces publics des espaces privés, les massifs cultivés des zones plus sauvages.

## Partenariats
Autour du Centre écologique pour l’Éducation, l’Information et le Conseil (EVA), des habitants, architectes, consultants, agence de développement urbain, municipalité, entrepreneurs divers, société des eaux, quelques acteurs ont fortement soutenu la démarche financièrement, en temps-homme et concrètement ;
- La mairie a d'emblée imposé une protection de l'eau et l’intégration des diverses fonctions comme critères cruciaux pour le quartier, ce qui correspondait aux ambitions des porteurs du projet. Elle a contribué à l'élaboration du projet et a consacré un budget à la conception et gestion des espaces verts et des équipements collectifs (dont l'entretien reste de la responsabilité des habitants, avec une contribution mensuelle des propriétaires et locataires pour les jardins collectifs). À partir de 2004 la commune finance aussi les habitants pour qu'ils entretiennent les espaces verts publics (sous responsabilité communale), avec création le 18 septembre 2004 d'une fondation "Terra bella" qui en est chargée.
- Le Ministère néerlandais chargé du logement l'a également subventionné pour la formation et l’accompagnement des habitants dans leur démarche de conception d’un plan d’urbanisme.
La mairie a aussi offert à chaque îlot d'habitation du quartier un arbre d'au moins 20 ans, planté au centre du jardin intérieur. Inversement les habitants, forts de leur expérience de gestion écologique et donc différenciée ont proposé à la mairie de prendre en charge la gestion des parties publiques.
- Un Fonds privé de Stimulation de l’Architecture a aussi accompagné financièrement le projet
- Le Ministère allemand de l’Éducation, de la Science, et de la Technologie et de la Recherche a reconnu EVA-Lanxmeer comme projet européen exemplaire et l’a subventionné.

## Fonctionnement et organisation
Le cœur de l'opération a été porté par une équipe de projet Eva-Lanxmeer, une équipe de coordination (coordinateur externe), en partenariat plus ou moins informel et contractualisé dans une relation de confiance avec la municipalité (service de l'urbanisme) ; 
- La municipalité apportait des financements et le terrain.
- La fondation Eva garantissait via le conseil de la fondation la qualité écologique du projet (Concept EVA).
- Un bailleur social BetuwsWonen s'associe au projet pour l'intégration de logements sociaux. Les habitants d'EVA-Lanxmeer sont représentés par leur association (BEL) et son conseil d'administration.
- La province de Gelderland a permis un quota de 200 logements supplémentaires
- Divers partenaires et experts privés se sont rapidement greffés au projet ; Econnis (Tübingen, Allemagne), Copijn à Utrecht, Arcadis (entreprise spécialisée dans la gestion de l'eau et des risques d'inondation), CORE international de Dijkoraad, NUON, Novem, Vitens (société responsable de l'eau potable, qui a pu trouver là un site d'expérimentation de renaturation d'un sous-bassin hydrographique, pour partie construit et habité), Waterschap Rivierenland, le polderdistric (District de Polder), Zuiveringsschap, AVRI…

## Limites et difficultés
Aux Pays-Bas, le sol (polders, limons et sédiments de cours d'eau) est très humide et instable. On construit donc habituellement sur pieux, ce qui était ici interdit (au nord du quartier) pour protéger la nappe. Les maisons sont ici construites de manière à être plus légères que la moyenne (sur ossature-bois en général). Et elles s'appuient sur une fondation en béton cellulaire (de 1,5 mètre d'épaisseur). Elles ne peuvent donc disposer de caves, ni de celliers enterrés.
Les bassins de rétention et d'épuration des eaux ont été étanchés, et un système différencié collecte les eaux ayant ruisselé sur des surfaces susceptibles d'avoir été polluées (routes en particulier).
Le centre socio-écologique souhaité par l'initiatrice et les fondateurs du quartier n'était toujours pas créé en 2009, faute de fonds et de soutien communal.
Après un partenariat étroit de plus de 10 ans, quelques tensions récentes existent entre les habitants et la municipalité qui veut construire plus de logements sur les dernières parcelles, au détriment de la surface en espaces verts, ce qui inquiète les habitants qui craignent que la qualité de vie du quartier, fortement liée à la densité de verdure en pâtisse.
Quelques tensions existent aussi entre certains habitants souhaitant garer leur voiture près de la maison ou ayant pris l'habitude de le faire et la majorité souhaitant que le quartier soit – sauf exceptions justifiées- sans voitures, de manière notamment à ce que les enfants puissent y jouer sans danger et que le bruit des moteurs et la pollution soient évités.
Un projet d'hôtel de 80 chambres était initialement prévu, mais n'a pas été accepté par une partie des partenaires (dont la mairie qui ne le considérait pas comme viable en raison du fait que la ville ne présentait pas a priori d'atouts touristiques), alors que ce quartier génère maintenant un grand nombre de visites de gens venant parfois de très loin.
Quelques problèmes non propres à ce type de quartier sont apparus : quelques défauts de fabrication (bois mal séché dans un cas) doivent être assumés par quelques propriétaires, ce qui pose aux Pays-Bas des problèmes relationnels avec les architectes et maîtres d'ouvrage, car il n'y a pas de garanties décennales dans ce pays). Il a fallu couvrir les bacs à sable de filets amovibles pour que les chats n'y enterrent pas leurs excréments. Le chant des volailles ou des grenouilles peut au début surprendre les habitants d'origine urbaine qui en ont perdu l'habitude.

## Résultats
E.V.A. Lanxmer est le premier ensemble de cette taille et à ce niveau d’efficacité énergétique à avoir été construit aux Pays-Bas en croisant les principes de l’Habitat écologique et un objectif social et participatif (qui ne fait par exemple pas partie des critères de l'approche HQE en France). Le quartier semble en 2009 avoir relevé une grande partie des défis fixés par le projet initial :
- Diversité des formes, des fonctions, mixité sociale et économique : elle a été permise par la diversité des logements en termes d’architecture, taille et prix. La surface moyenne des logements est de 119 m2, la taille des ménages de 2,27 habitants par logement. En 2009, le quartier est effectivement habité par des gens de tous âges et d'origine variée. Sa structure facilite une vie conviviale et confortable, tout en maintenant des espaces et jardins privés, calmes et noyés dans la verdure. Le quartier a été – comme prévu - organisé en plusieurs îlots répartis en 6 zones de développement, chacun étant différent des autres et reflétant les préférences des habitants qui l'occupent ou des fonctions différentes.
Un petit parc de bureaux était prévu au nord du quartier, puis, s’y est ajouté un groupe plus important de bureaux et d’entreprises au sud. Finalement, en raison de la récession économique (moindre demande), les bureaux sont finalement moins nombreux que ce qui était prévu. Deux grands immeubles de bureaux marquent néanmoins le site. L'un était particulièrement innovant au moment de sa construction, il est souvent cité par les revues d'architecture. Il supporte sur sa toiture en terrasse, une unité de logement en duplex, et il affiche son lagunage (bassin-filtre à hélophytes) devant sa façade. L'autre a été acheté par l'un des plus grands syndicats néerlandais (De Unie). 
Le travail à domicile (en atelier par exemple) et le télétravail ont été facilités par les architectes. 
Un réseau d'espaces verts publics et privés, des jeux pour les enfants, une école, une ferme et une zone agricole et un projet d'unité de méthanisation des déchets verts et eaux des toilettes, qui pourrait être une unité de cogénération.
- Haute qualité de vie : Une partie des gens travaillent dans le quartier et y économisent du temps et de l’argent ; 
Un travail et des services collaboratifs se sont organisés notamment sur le thème des espaces verts, de l’éducation et de la ferme urbaine. De nombreux fruits et légumes sont produits dans les jardins ou l'espace public (la cueillette des fruits est autorisée sur les espaces collectifs, et elle se fait sans excès). 
Plusieurs emplois ont été créés par l'école, le Centre d’information EVA et la ferme urbaine écologique (agriculture durable). Les habitants semblent très attachés à leur quartier (peu de ventes et de déménagements) et ils s'impliquent dans sa vie. Certains détails pratiques sont très appréciés (absence de voitures, présence d'un cellier à toiture végétalisée (meilleure conservation des fruits et légumes), possibilité de surveiller les enfants qui peuvent néanmoins presque partout échapper aux dangers de la circulation. Les parents doivent cependant leur apprendre à nager, car comme partout aux Pays-Bas l'eau est omniprésente.
Les personnes âgées, comme les enfants, ne sont pas oubliées ; un des îlots du quartier accueille un ensemble d'appartements (Het Kwarteel, 24 logements dans un immeuble avec ascenseur) dessiné et conçu en respectant les souhaits d'un groupe de seniors retraités qui ont voulu eux-mêmes concevoir l'endroit où ils finiraient probablement leur vie. Le collectif est équipé d'une salle commune et de chambres d'hôte pour l'accueil des proches en visite.
- Alimentation : des boucles courtes sont permises par une agriculture écologique in situ, et la présence de celliers dans les maisons, ainsi que la coproduction de fruits ou légumes encouragée par le projet.* Autonomisation des habitants ;  Ceux-ci ont par exemple proposé à la commune d'entretenir les espaces verts publics. 
Ils ont conservé le verger antérieurement présent (qui leur a fourni 15 tonnes de pommes récoltées la première année). 
le groupe de travail énergie et équipements de l'association BEL a décidé en 2007 de  créer une entreprise de chauffage collectif (Thermo Bello, fondée en novembre 2008 ;  BEL étant le nom de l'association des habitants du quartier) à la suite du désengagement en 2006 de l'opérateur local (Vitens) qui voulait se recentrer sur son cœur d'activité (l'eau). Cette entreprise de quartier s'est constituée autour d'une association (68 membres en 2008) qui pour se créer un fonds de roulement, a vendu des actions de l'entreprise aux habitants du quartier qui en sont ainsi devenus propriétaires. Fin 2009, la gestion complète doit être assurée localement
Une des maisons a été auto-construite, en briques crues faites sur place, par ses habitants, sous le contrôle d'un architecte.
- Eau : la consommation d'eau est réduite. Un triple système de récupération des eaux protège la ressource : L’eau pluviale des toitures est conduite vers des bassins de rétention via un système de drainage préservant ses qualités. Elle peut servir pour les toilettes et les machines à laver le linge. Les eaux claires des voiries sont collectées dans un réservoir via un réseau de petits canaux étanches ; les eaux usées des cuisines et des machines à laver sont collectées dans un autre réservoir, traitées et réinjectées dans les canaux ; les eaux des toilettes sont actuellement collectées séparément, les fluides filtrés et les boues solides étant valorisées en biogaz.
- Sols et paysage : Moindre perte et gaspillage de sols : Hors-bâtiments, aucune imperméabilisation des sols n'a été tolérée (Peu de places de parkings, pas de routes traversantes, les routes sont toutes en briques sur lit de sable et les chemins sont perméables. Des noues et les terrasses végétalisées compensent une partie de l'artificialisation due au bâti.
- Biodiversité : Le quartier est lui-même conçu comme une trame verte ; il n'est presque pas écologiquement fragmenté, tout en étant connecté à de grands espaces verts et aquatiques. Il s'intègre ainsi au mieux dans le réseau écologique néerlandais.
- Empreinte écologique et énergétique de l'habitation, des bureaux  et des habitants ou usagers ; elle a été très fortement réduite par rapport à la moyenne du pays. 
Une partie des logements sont énergétiquement indépendants (non connectés au réseau) et la consommation énergétique a été en moyenne réduite de moitié  (isolation renforcée R5 minimum pour 21 cm d'isolant, chaque maison ne doit pas dépasser 40 GJ, la norme néerlandais étant en 2009 de 85), chauffage efficient et « basse température » (par solaire passif, mural et/ou par dalle selon la taille des appartements ou maisons), froid, électricité issus de sources renouvelables avec 1 250 m3 de gaz et 2500 kWh d’électricité de consommation annuelle (en 2008). L'électricité vient d'éoliennes canadiennes, d'une station de biomasse pour la cogénération de chaleur et d’électricité ; de panneaux solaires photovoltaïques et thermiques. Pour les premières maisons, le solaire était optionnel, et elles avaient généralement trop de capteurs thermiques et pas assez de capteurs photovoltaïques pour les besoins réels des familles. Les maisons plus récentes ont des toitures où les panneaux sont intégrés, couvrant souvent la totalité de la toiture et répondant mieux aux besoins des habitants. L'excès d'électricité des maisons dont le toit est photovoltaïque est injecté dans le réseau public (en été, et partiellement au printemps et en automne). Un programme de suivi aide les habitants à suivre et comprendre leurs consommations d'énergie. Dans la seconde phase de construction (à partir de 2002), les maisons ont également toutes été raccordées au réseau de chaleur du quartier (chauffage collectif).
Au fur et à mesure de la construction, le solaire en tant que source d'énergie a pris une importance croissante, devenant systématique.
- Effet de serre :  le bilan-carbone a été allégé ou équilibré par un moindre appel aux énergies fossiles pour les matériaux de construction, et en faisant essentiellement appel à des énergies renouvelables pour le fonctionnement (il ne s'agit cependant pas - dans la plupart des cas - de maisons passives ou à énergie positive, bien qu'en été, au printemps et en automne, une partie des maisons de la dernière tranche produisent plus d'électricité qu'elles n'en consomment) ; la Consommation d'énergie est réduite de moitié par rapport à la demande domestique moyenne aux Pays-Bas (104 kWh/m² contre 185 en moyenne aux Pays-Bas[5]). Une forte réduction de la consommation énergétique est permise par les transports doux et la proximité de la gare. Une réduction de la demande en chauffage est due à une bonne isolation et dans certains cas grâce à une construction sous serre.
- Innovation et participation : elle se poursuit : Dans l'avant-dernière tranche, plusieurs rues de maisons construites à l'intérieur de serres horticoles froides qui s'intègrent bien dans le paysage néerlandais de cette région où les serres sont courantes. Elles ne sont pas chauffées et disposent d'ouverture automatique de panneaux de toiture quand l'air intérieur atteint la température souhaitée ;
- Mobilité : l'accès facile aux transports en commun et l'omniprésence des pistes cyclables favorisent le contact avec l'extérieur ;
- Image : Ce n'était pas un des objectifs initiaux, mais la commune de Culembourg est apparue comme pionnière et innovatrice, ce qui a amélioré son image, alors que le quartier a généré un tourisme écologique non négligeable.

## Perspectives
Les habitants restent impliqués au travers d'un plan de gestion du quartier (24 ha). L'avenir dira si les futurs acheteurs s'approprieront bien la gestion future du quartier. Ce quartier, comme BedZed ou d'autres, sert en tout cas déjà d'inspiration ou de modèles à de nombreux autres projets.

D'autres projets nord-européens visent maintenant des performances écologiques encore meilleures, dans la construction (maisons passives ou à énergie ou à biodiversité positive) ou même dans la gestion de l'eau (maison autonome en eau, n'utilisant que de l'eau de pluie, rendue à l'environnement épurée par des systèmes naturels complexes).

La Fondation E.V.A. veut continuer -  via une formation pour le grand public – à promouvoir  la prise de conscience qu'une vie plus agréable et responsable est possible (durabilité conviviale)  dans un environnement urbain repensé et reconstruit, avec les habitants éclairés par une meilleure formation au développement soutenable et grâce à leur participation active en collaboration avec les autorités municipales existantes.

### Galerie d'images

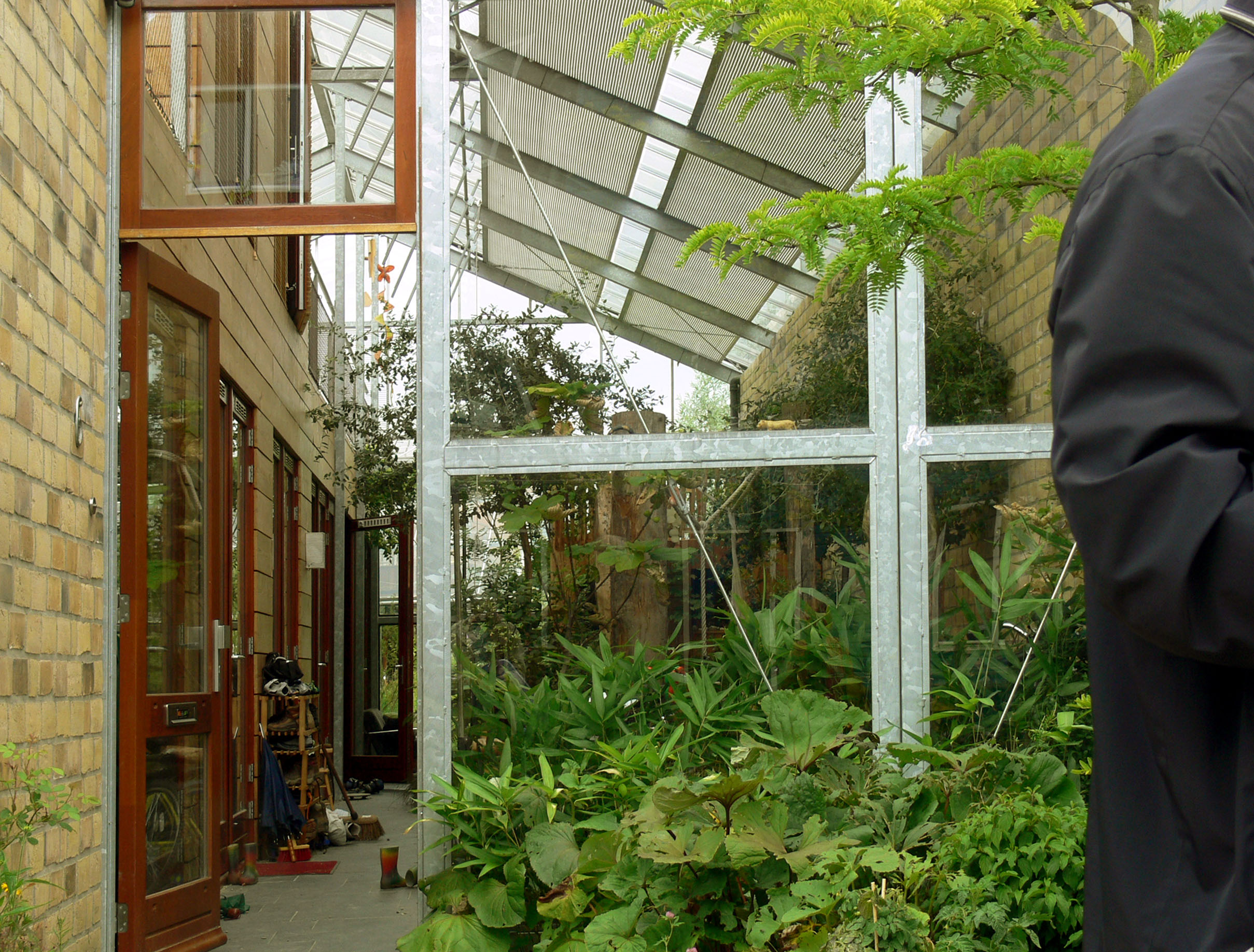
« Maison sous-serre »
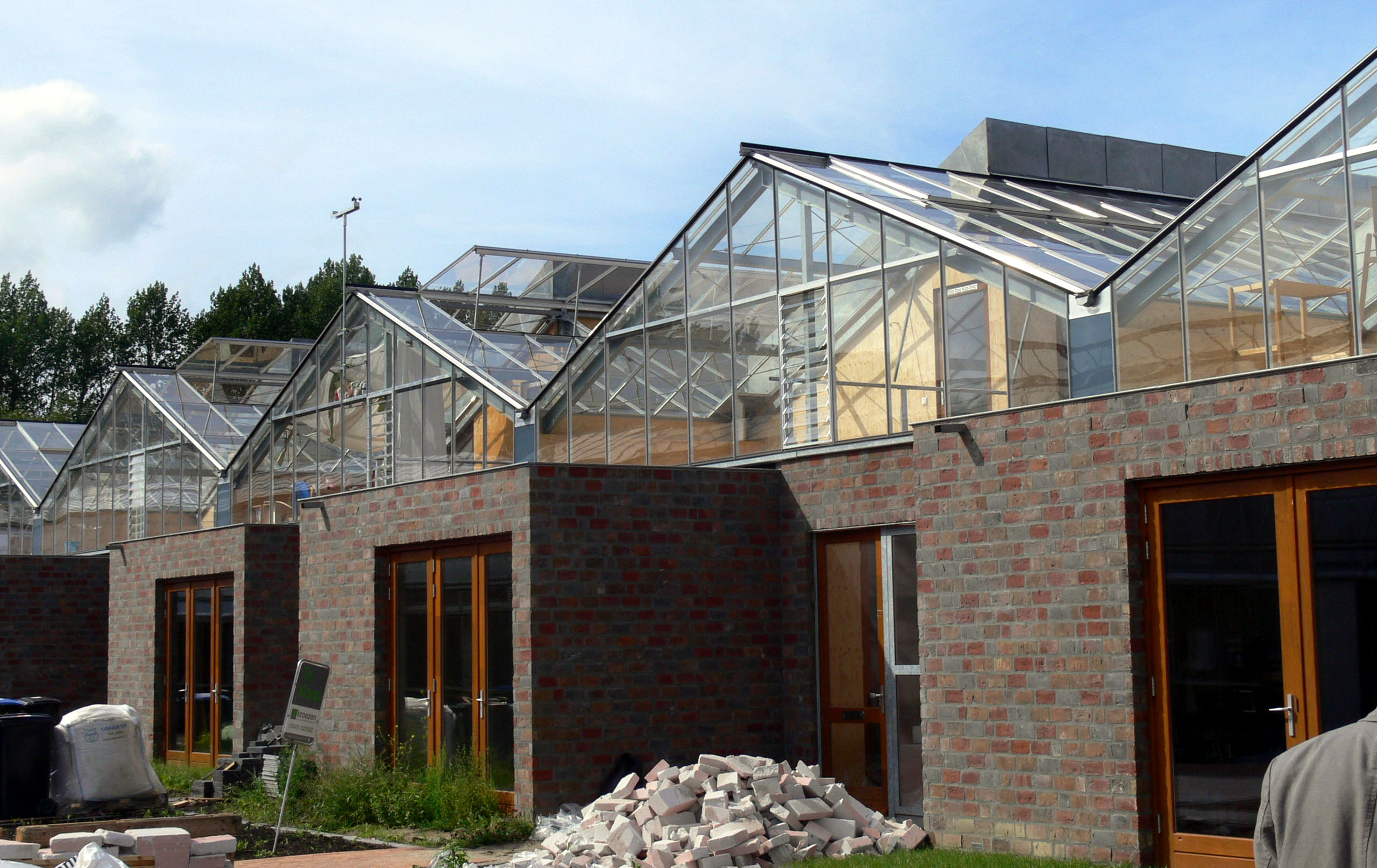
Construction d'une rue de maisons-serres (juillet 2009)
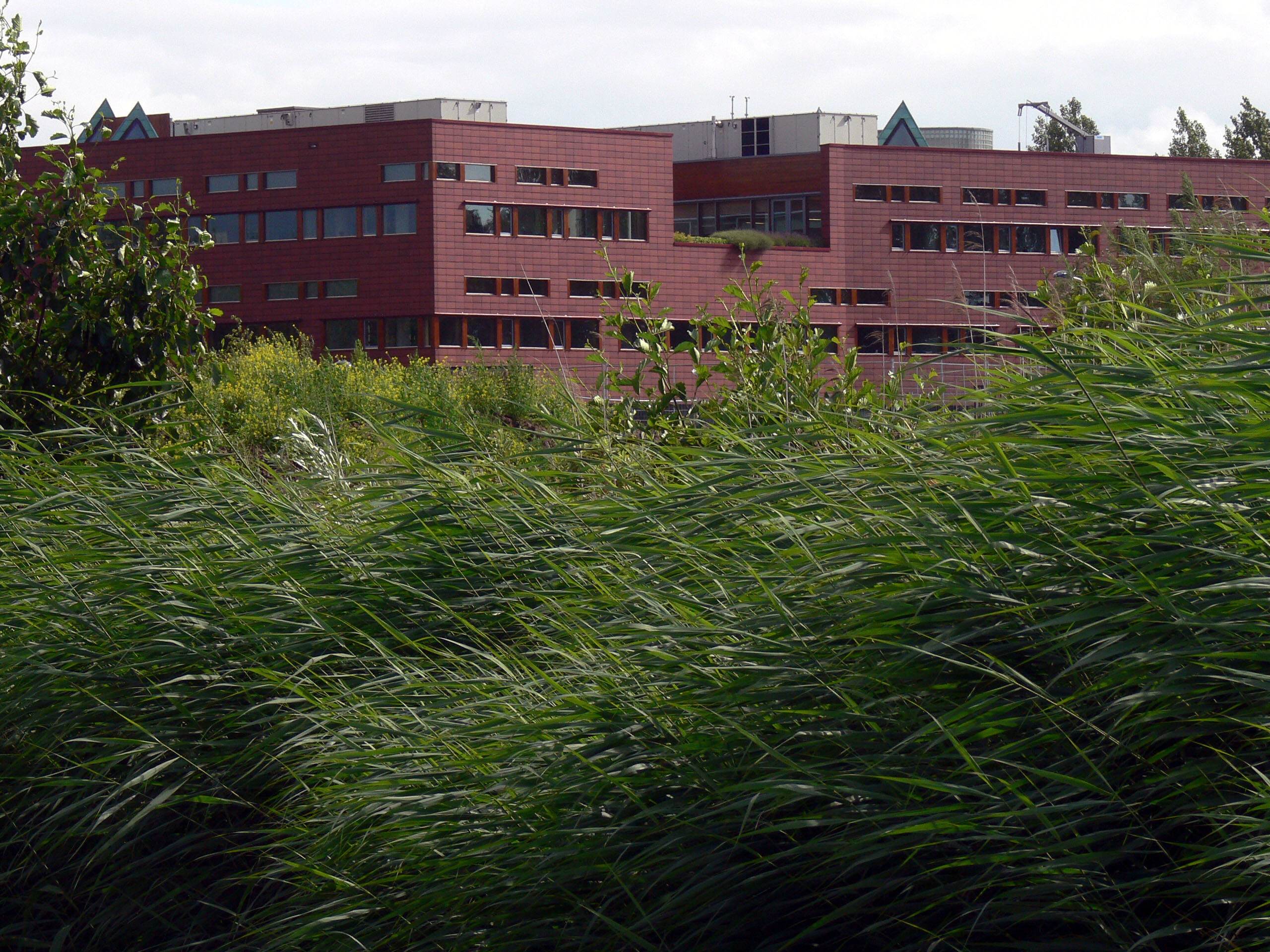
Immeuble de bureau (occupé par l'un des grands syndicat du pays)
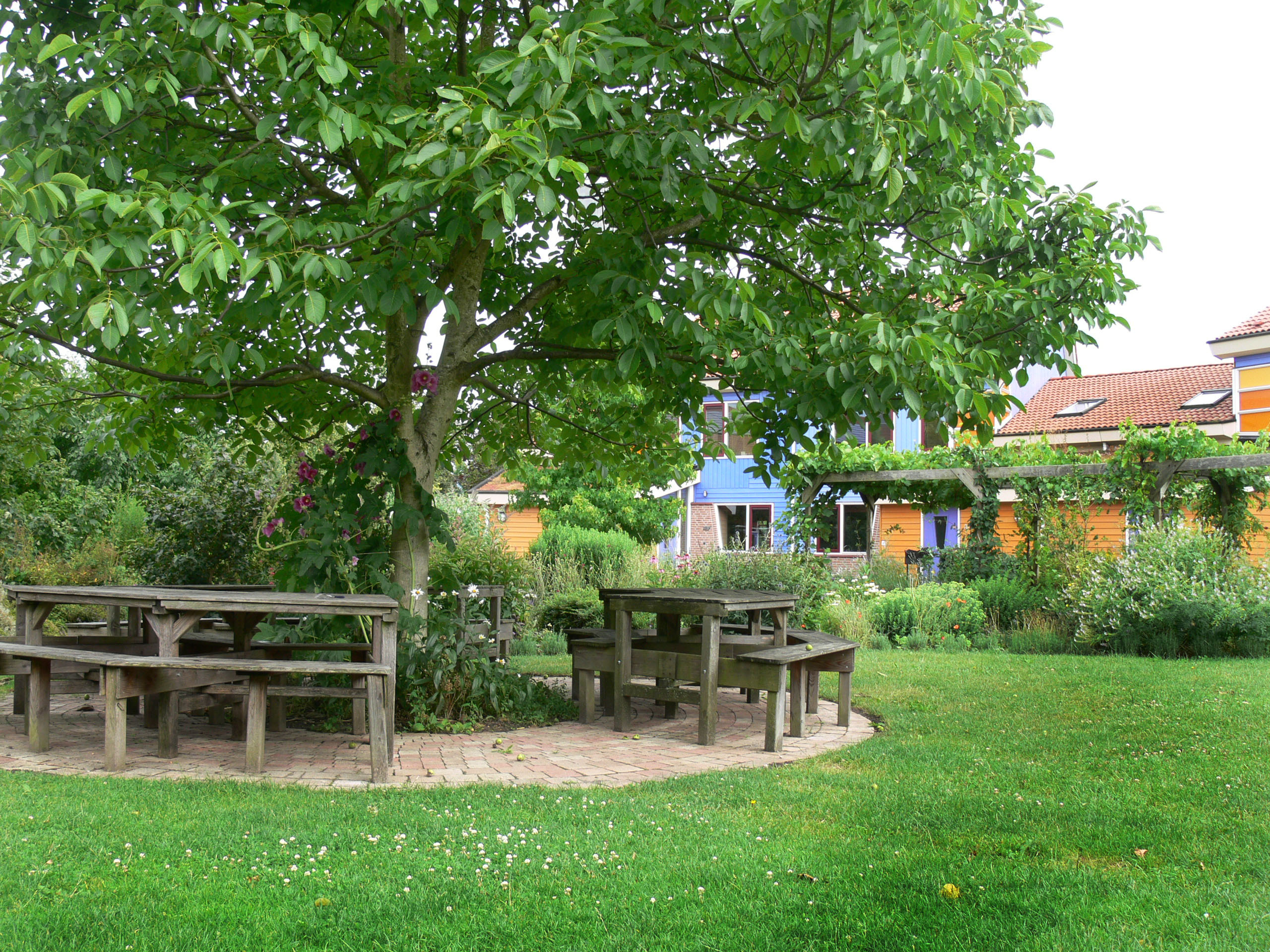
La mairie a offert un arbre de plus de 20 ans à chaque jardin de cœur d'îlot (ici un noyer)

### Vidéographie
- présentation d'une maison-serre expérimentale (et de sa végétation intérieure et extérieure), YouTube